# 宮地嶽神社
宮地嶽神社（みやじだけじんじゃ）は、福岡県福津市にある神社。年に2度、「光の道」とよばれる境内石段から玄界灘まで真っすぐ伸びる参道の延長線上に夕日が沈むことで知られる。

## 概要

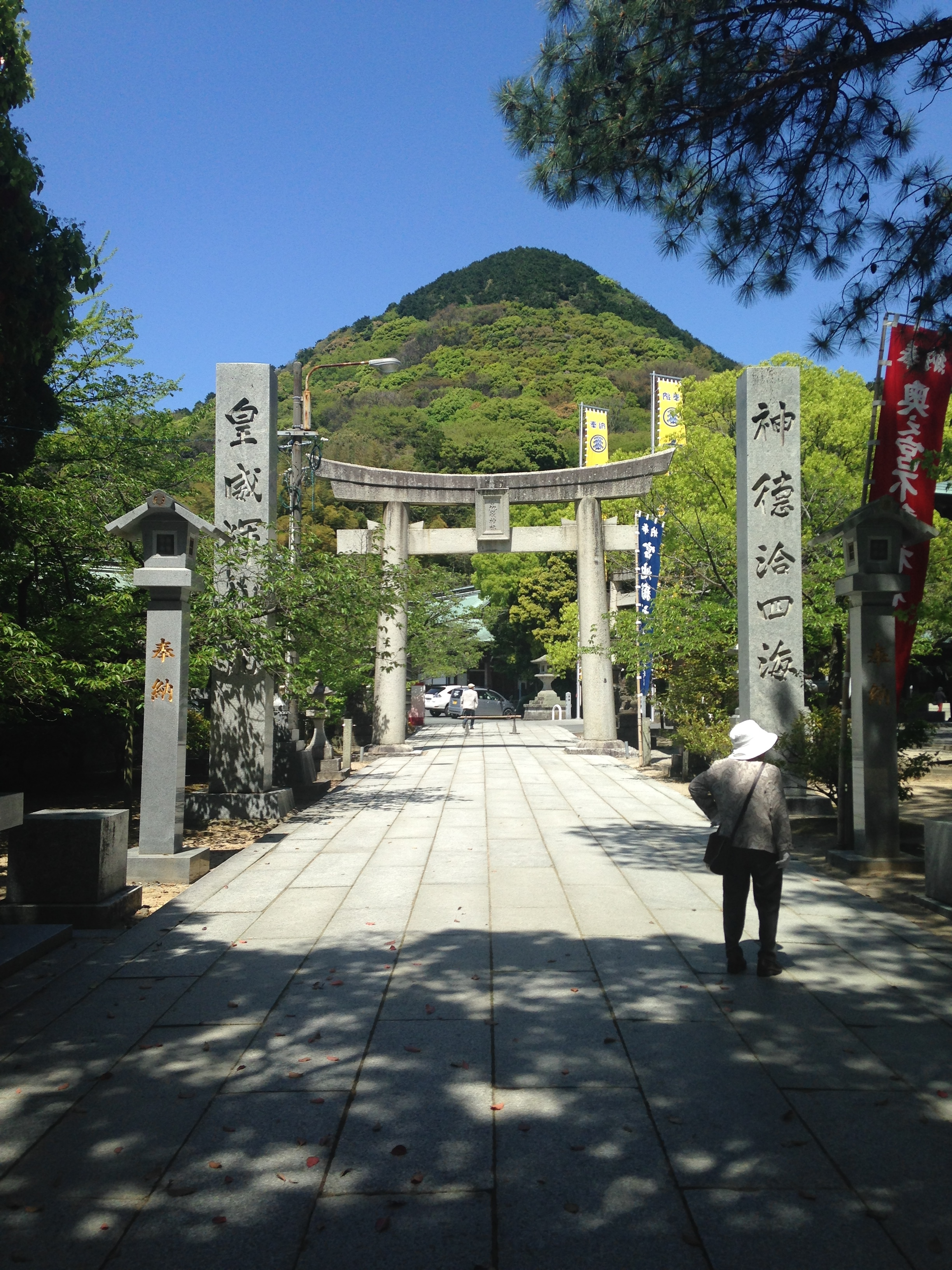
参道と宮地岳

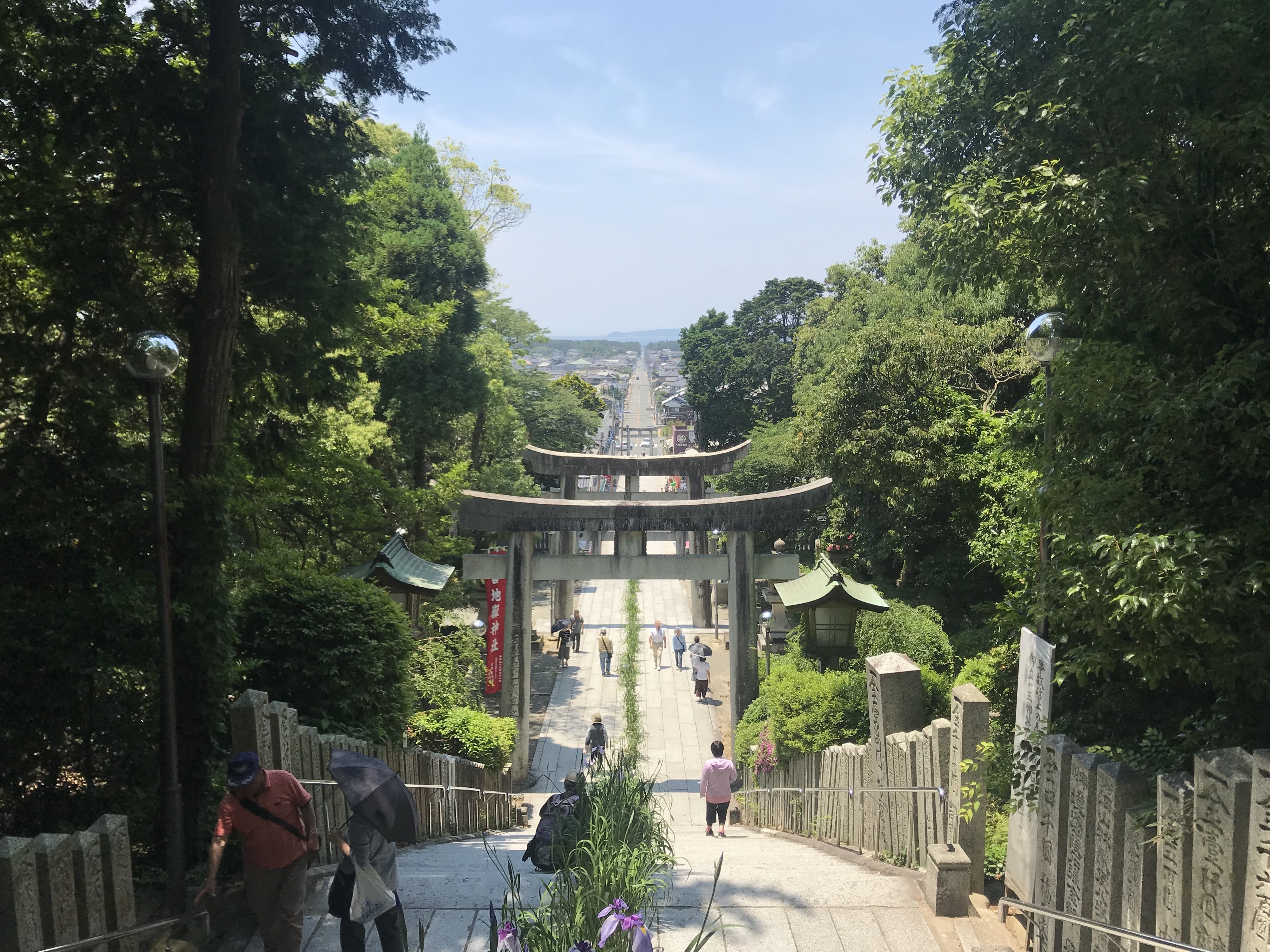
玄界灘へ伸びる参道。遠くに新宮町の相島が見える

社伝によると、創建は約1700年前にさかのぼり、息長足比売命（神功皇后）が、渡韓のおりに宮地岳の頂に祭壇を設け天神地祇を祀り、祈願し船出したのが始まりと伝わる。その後、息長足比売命（神功皇后）の功績をたたえ主祭神として祀り、随従の勝村大神、勝頼大神も併せ祀り、三柱の神を「宮地嶽三柱大神」として祀っている。
現在の境内は祭壇を設けたとされる宮地岳の山腹に位置する。また、宮地岳山頂には宮地嶽古宮の祠、日の出参拝所がある。
全国にある宮地嶽神社の総本社である。毎年220万人以上の参拝客が訪れ、特に正月三が日には100万人以上の人々が訪れている。開運商売繁昌の神社として知られている。宗像地方では宗像大社と並んで参拝客が多く、日本一大きいと称される大注連縄と大太鼓・大鈴も有名である。境外の表参道には多くの土産店が立ち並んでおり、商売繁昌にちなんで招き猫やダルマを販売している店が多い。また「松ヶ枝餅」が売られている。餅の表面には宮地嶽神社の神紋・三階松紋がある。
境内正面の石段は「男坂」と呼ばれ、また、石段から西向きに伸びる境外表参道は、門前町を通り宮地浜に至り相島を望むことができ、約800mに渡る直線道路となっている。9月の秋季大祭においては、この参道を御神幸行列が牛車で往復する。また、この参道の延長線上に夕日の沈む期間が、年に二期（2月下旬および10月下旬）あり、「光の道」として知られる（後述）。なお、石段である「男坂」のすぐ脇にも境内と参道を繋ぐ坂道があり、こちらは「女坂」と呼ばれ、各種車両や前述の牛車、参拝客などの通行に利用されている。
2010年に屋根の一部が補修され柔らかい金色の荘厳な屋根となったが、チタン製屋根が採用されており、最新技術を伝統建築に採用された代表例となっている。(小野工業所施工、新日鐵住金TranTixxiiチタン)

## 祭神
下記、三柱の神を「宮地嶽三柱大神」として祀る。
- 息長足比売命（おきながたらしひめのみこと、神功皇后）
- 勝村大神（かつむらのおおかみ）
- 勝頼大神（かつよりのおおかみ）

## 境内
- 一之鳥居 - 境外の宮地浜にある。
- 男坂
- 女坂
- 古札納所
- 大太鼓堂 - 直径2.2mの大太鼓が納められている。太鼓は、国内産の材料で造られ、銅は檜、鼓面は和牛の革が用いられている[4]。
- 茶屋
- 開運講社
- 藤棚
- 大鈴堂 - 銅製で重さ450kgあり、1960年（昭和35年）までは、大注連縄と供に拝殿に飾られていた[4]。
- 手水舎
- 楼門
- 拝殿 - 日本最大といわれる大注連縄（直径2.5m、長さ13.5m、重さ5トン）が掛かる。注連縄は、以前は3年に1度掛け替えられていたが、現在は毎年かけかえられている。約2反の御神田で育てられた稲で造られ、完成までに延べ1500人もの人々が携わる[4]。
- 本殿
- 開運堂
- 御神水
- 陰陽石 - 奥之宮にある。
- つつじ苑 - 奥之宮にある。
- 山頂古宮跡
- 境内社 - 後述
- 民家村自然広苑 - 後述

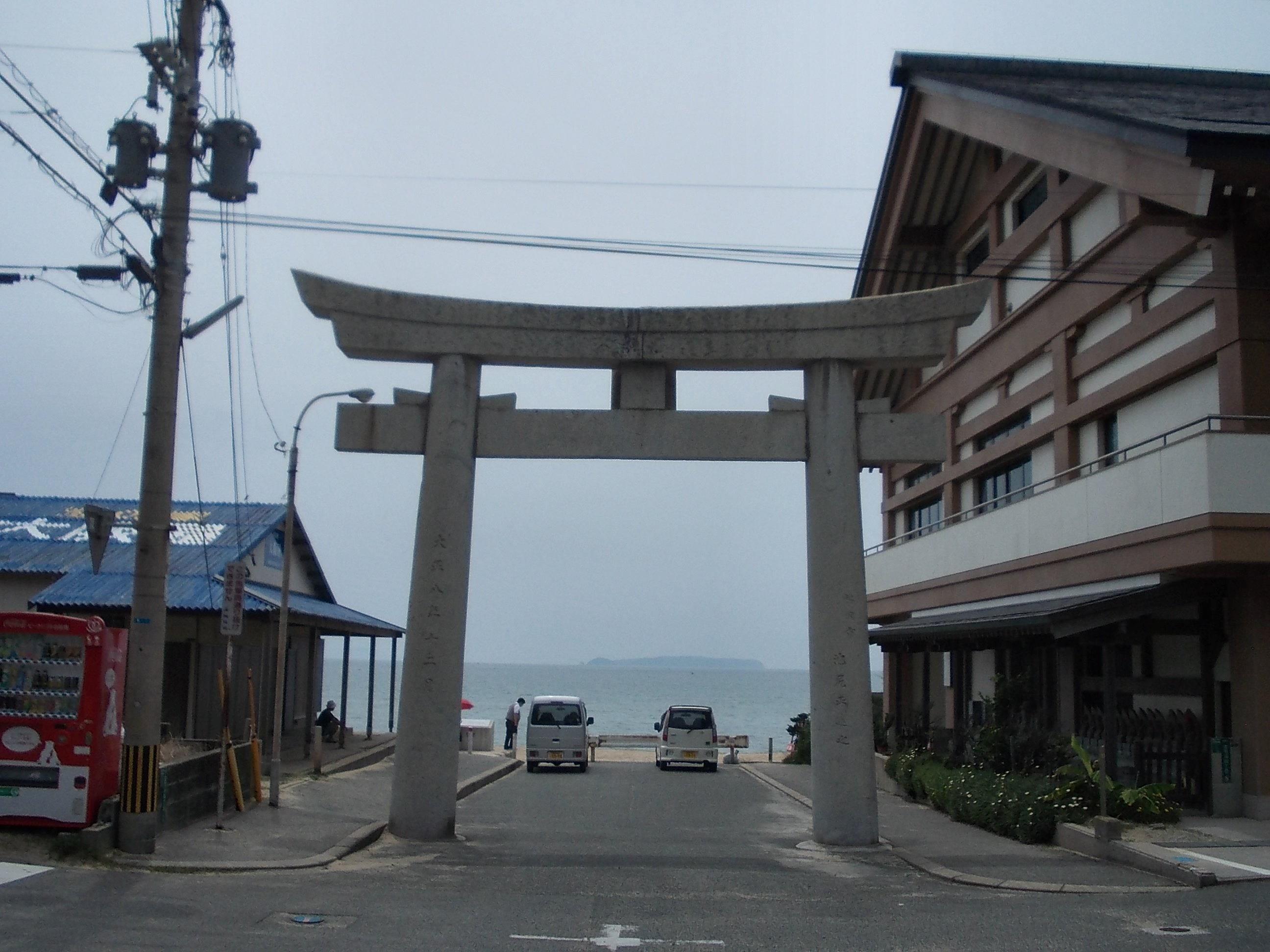
宮地浜にある一之鳥居
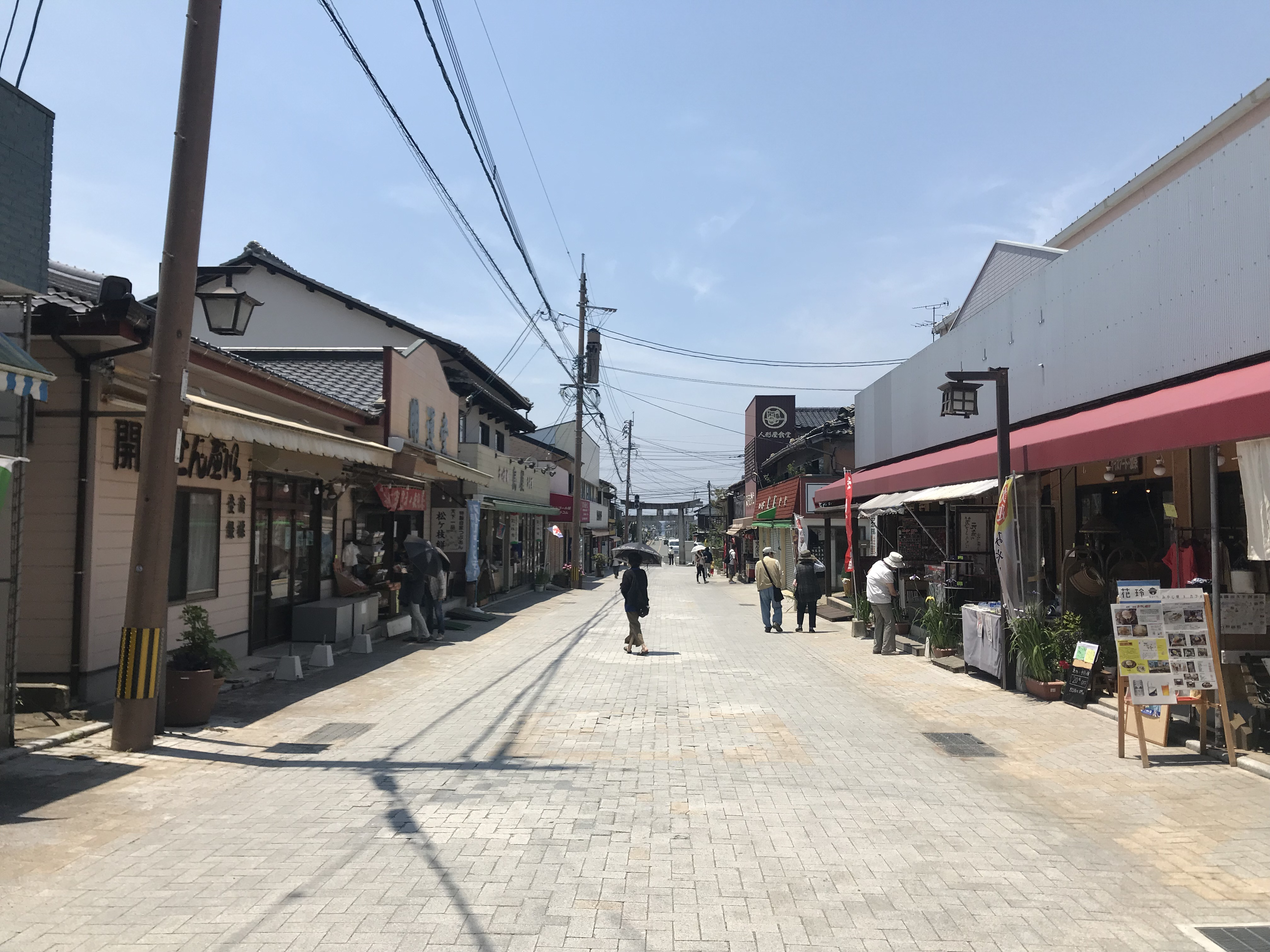
門前の表参道
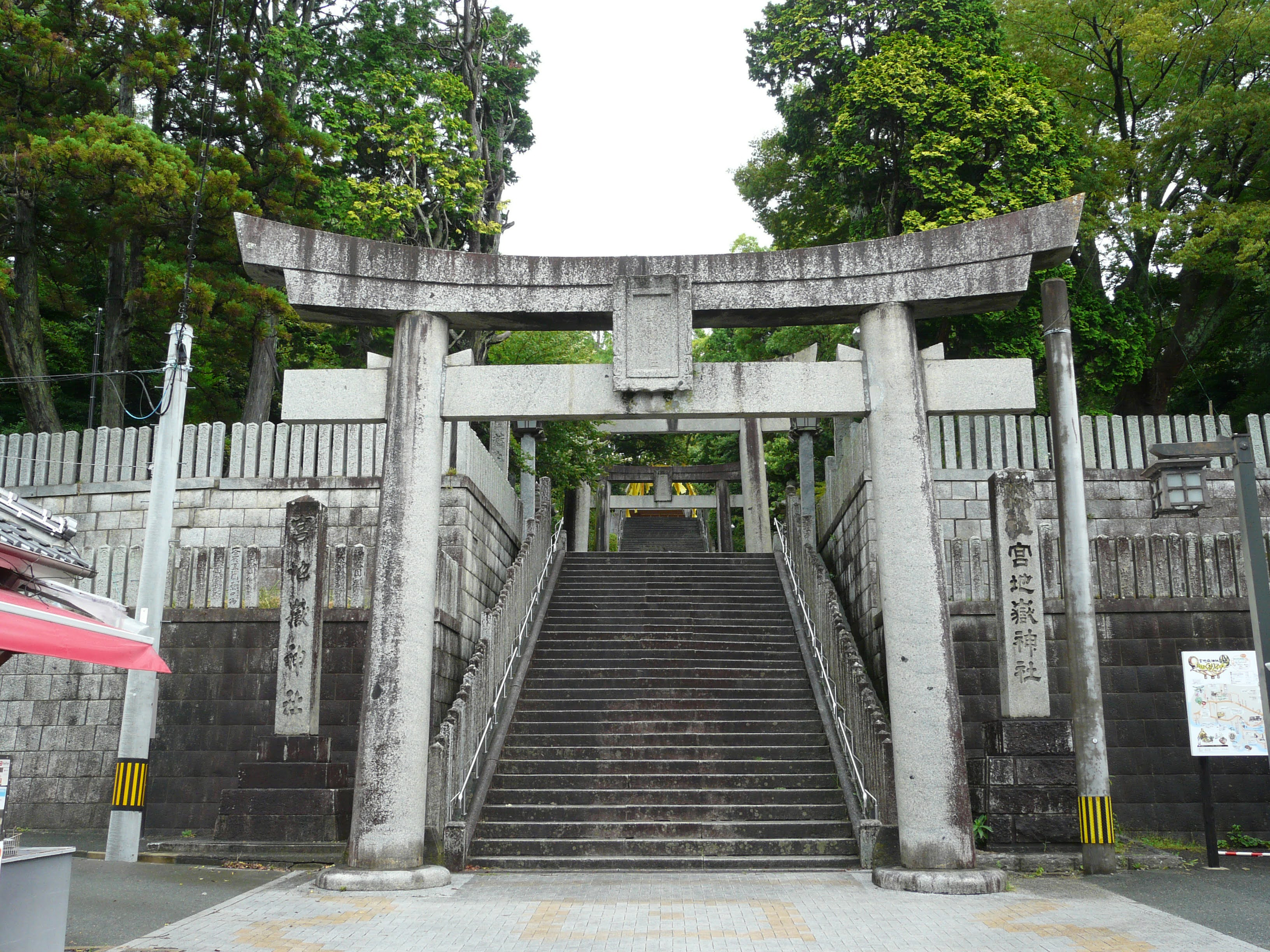
男坂とよばれる参道石段
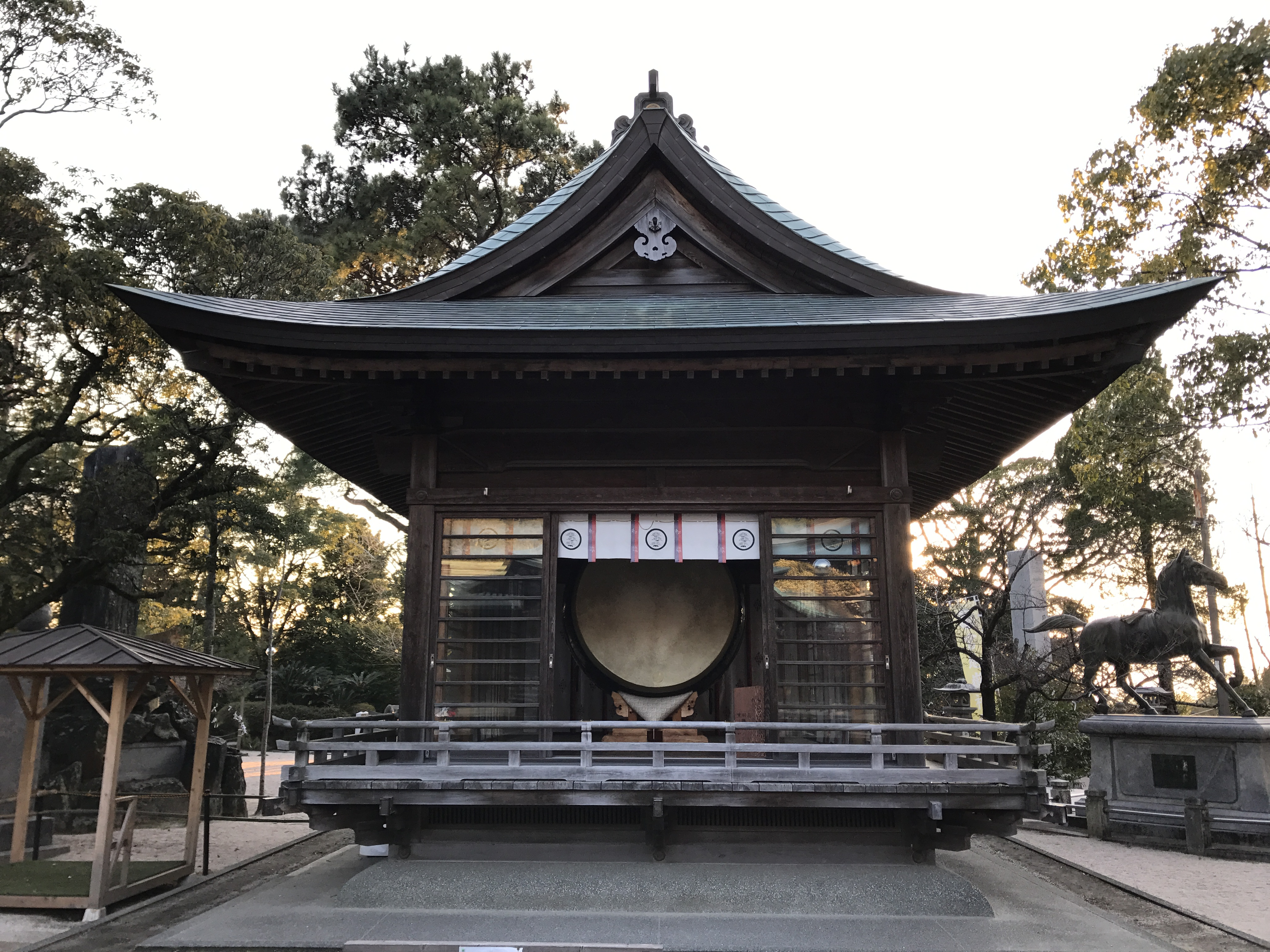
大太鼓堂
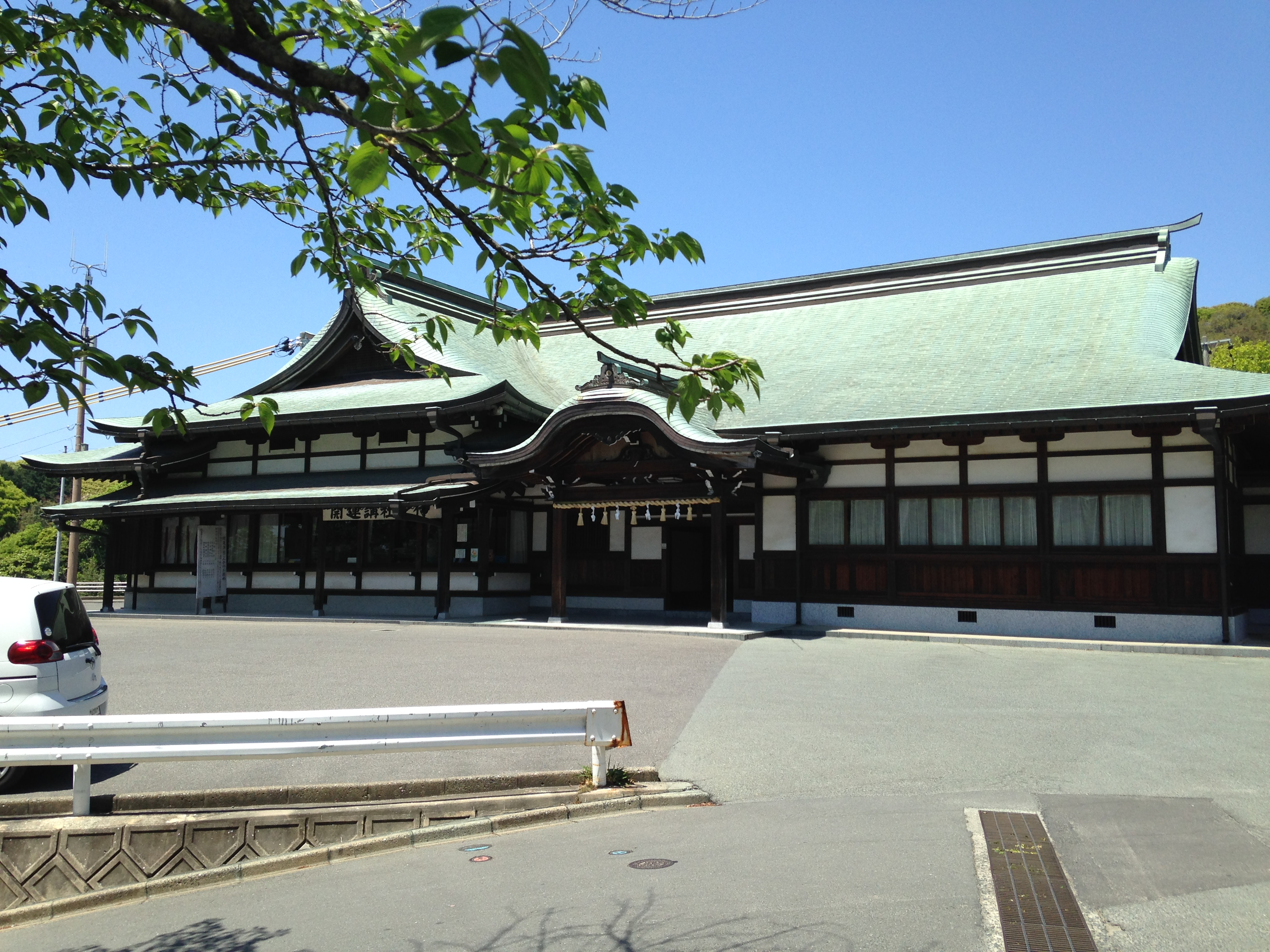
開運講社
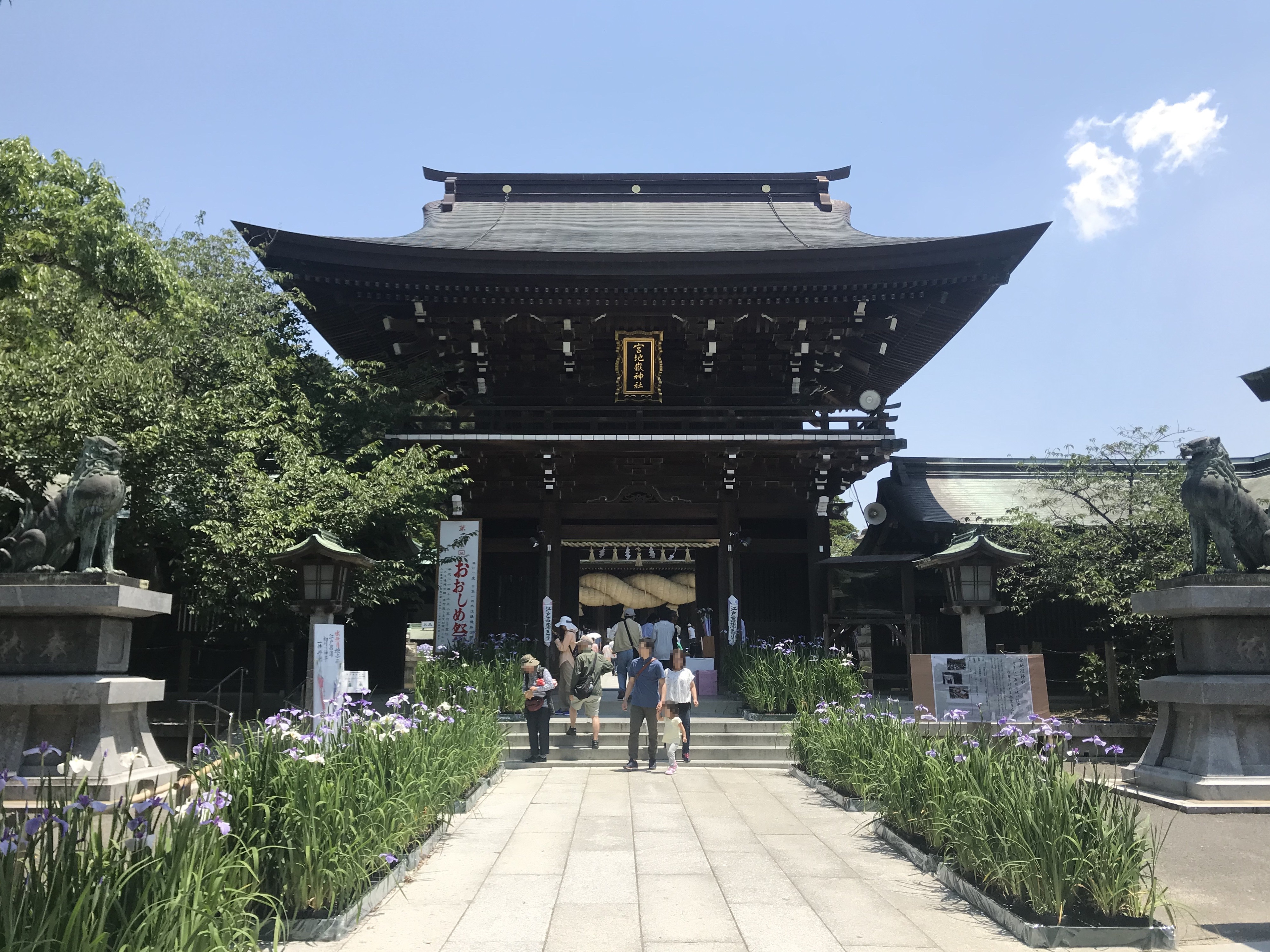
楼門
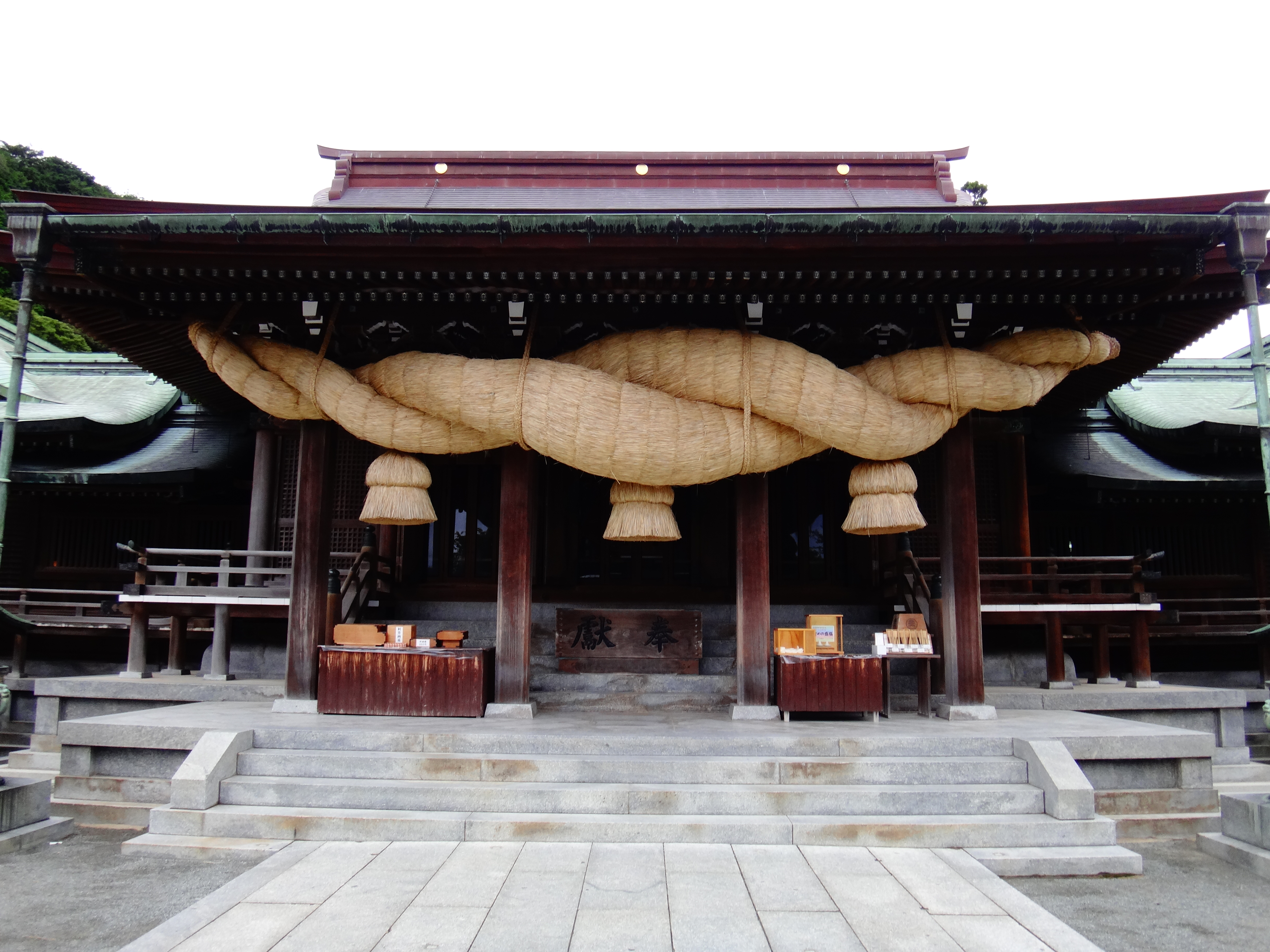
拝殿・大注連縄
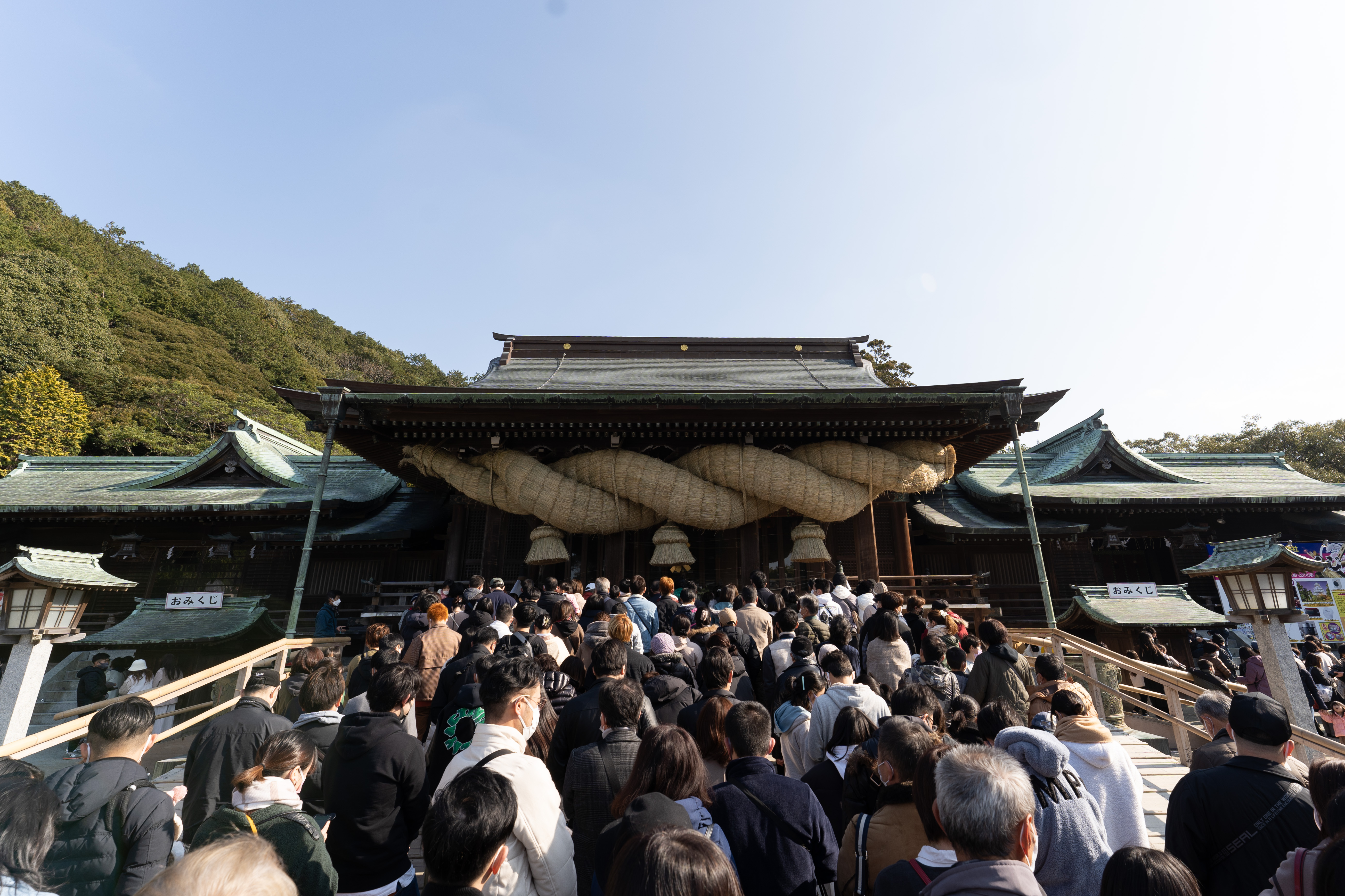
拝殿に並ぶ初詣客
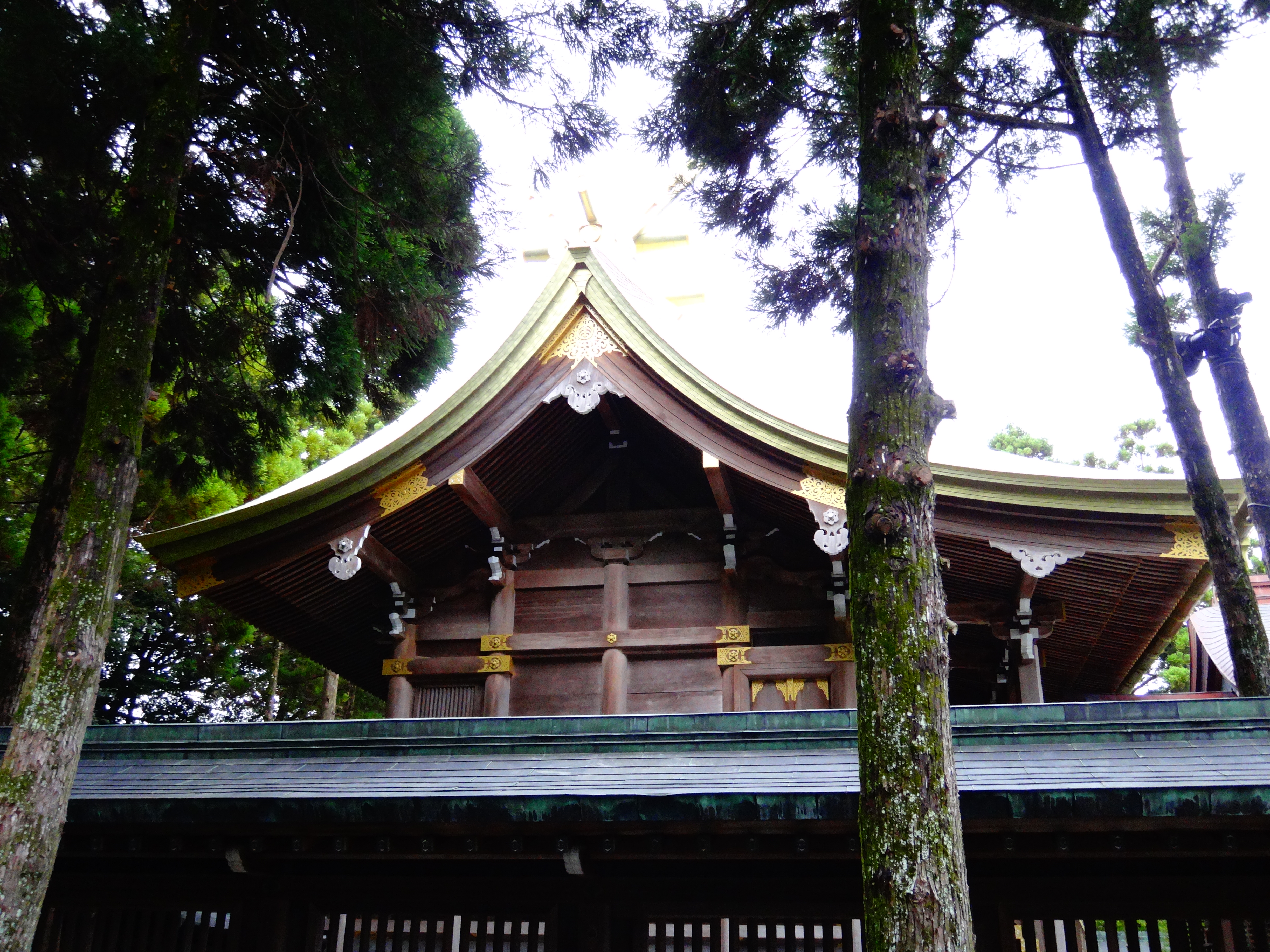
本殿
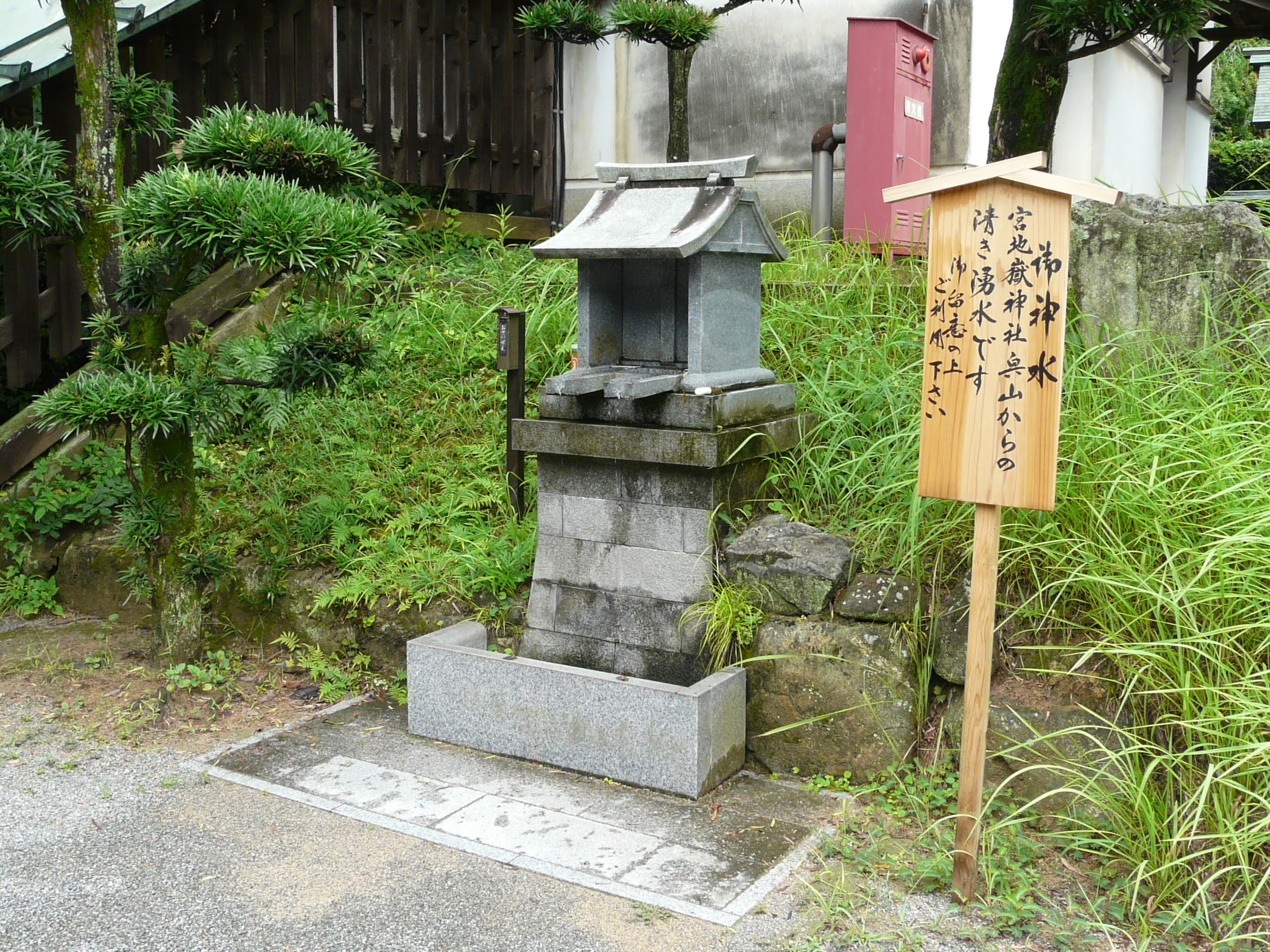
御神水

## 境内社
- 須賀神社
- 六社神社 - 海積神社、愛宕神社、宗像神社、五穀神社、龗神社、菅原神社を祀る[5]。

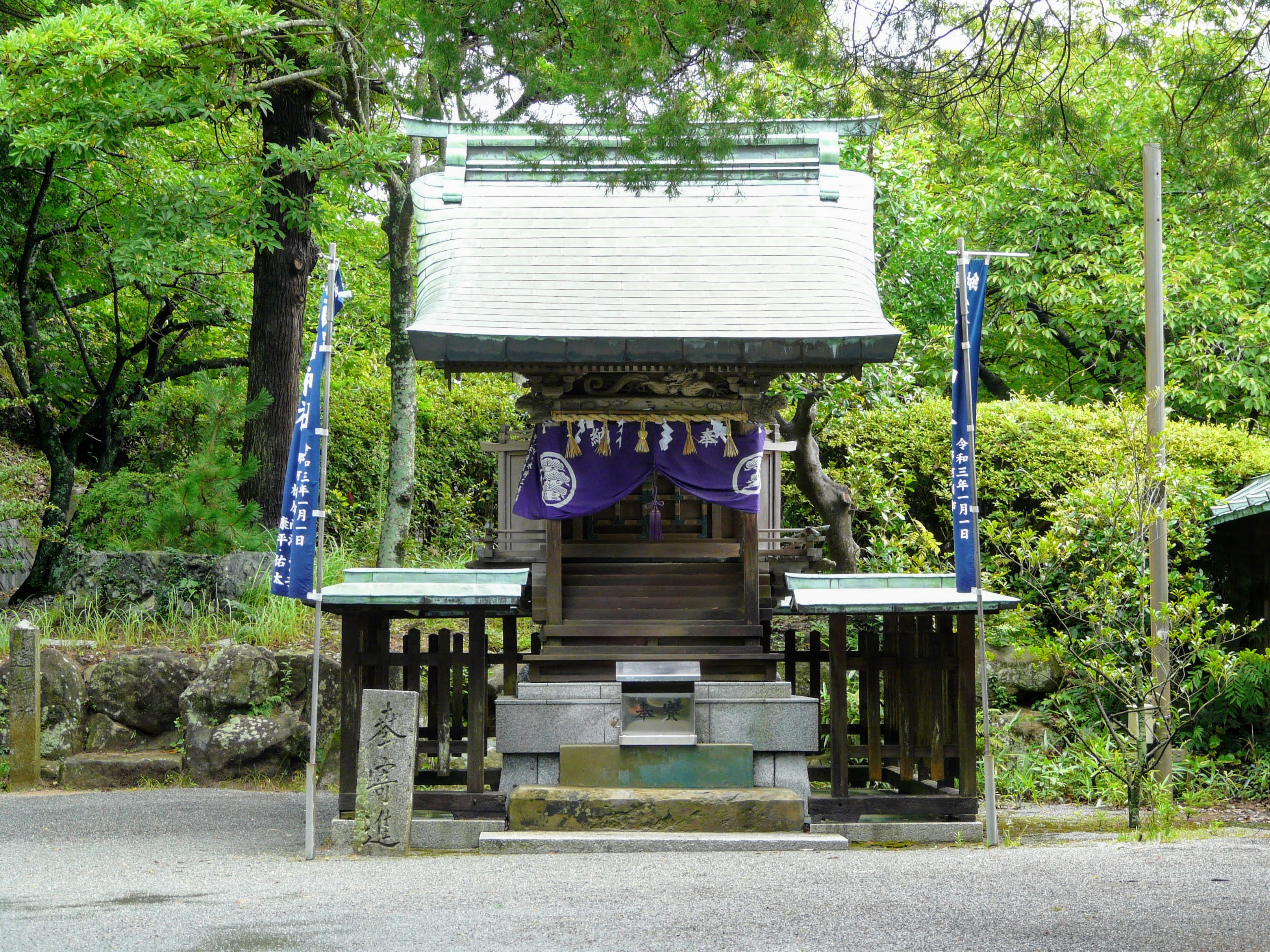
須賀神社
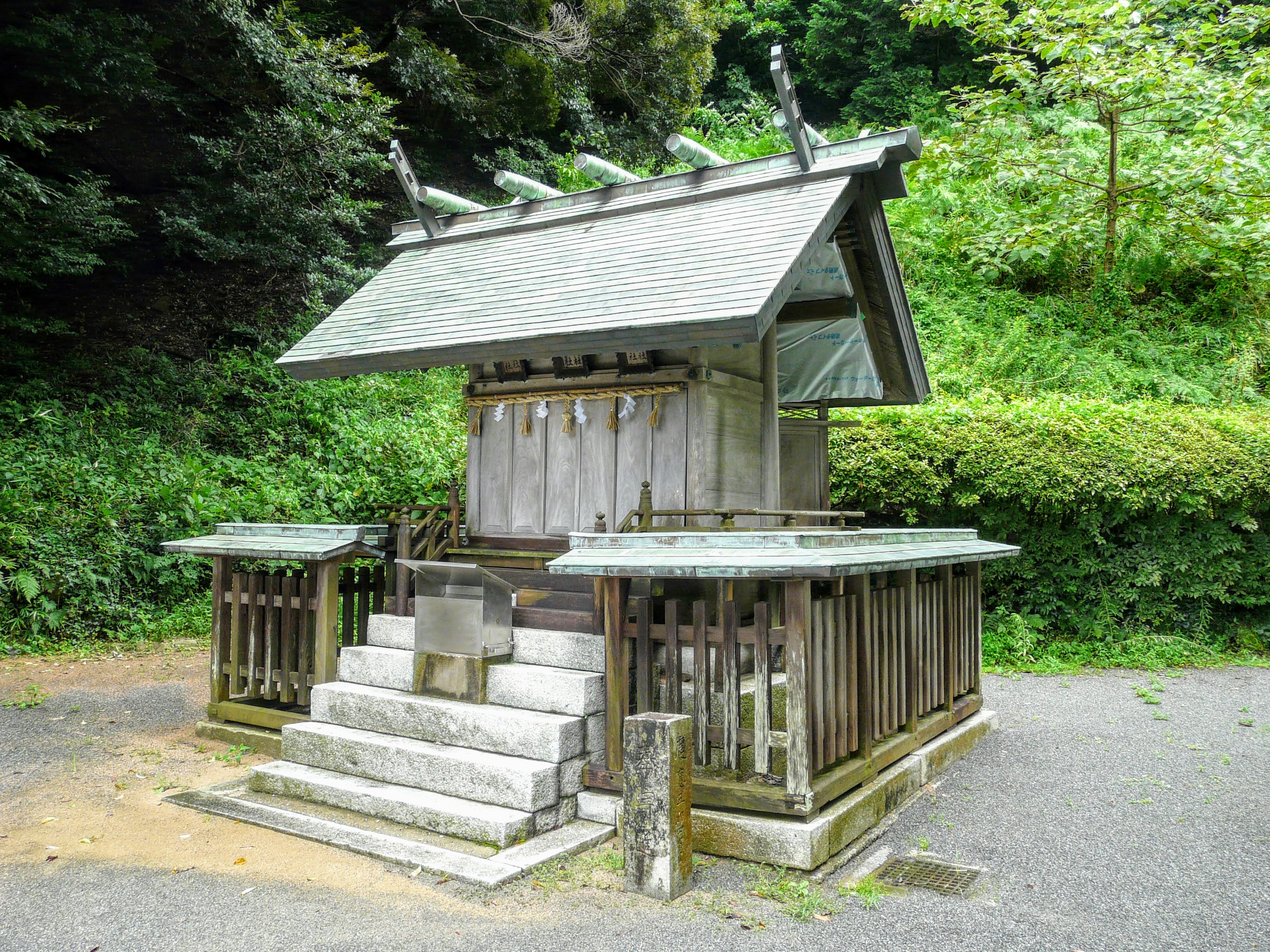
六社神社

### 奥之宮
境内地後方に奥之宮があり、「奥の宮八社」と呼ばれる社が祀られている。「一社一社をお参りすれば大願がかなう」といわれ、昔から多くの人が訪れている。その起源は日本最大級の石室古墳発掘を機に不動神社を奉祀したことによる。
- 第1番・七福神社
- 第2番・稲荷神社
- 第3番・不動神社 - 宮地嶽古墳に祀られている。
- 第4番・万地蔵尊
- 第5番・恋の宮（濡髪大明神・淡島神社）
- 第6番・三宝荒神
- 第7番・水神社
- 第8番・薬師神社

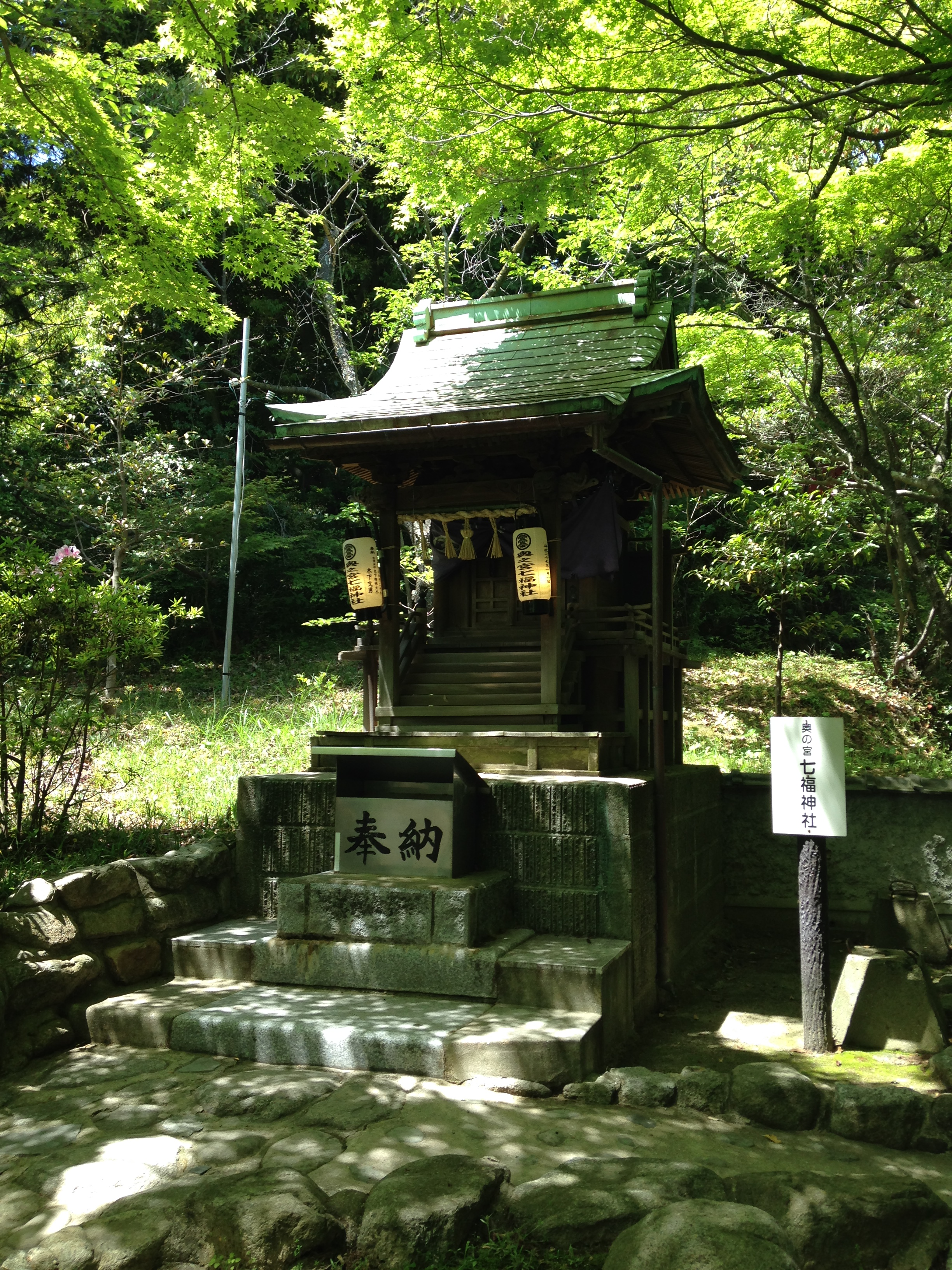
七福神社
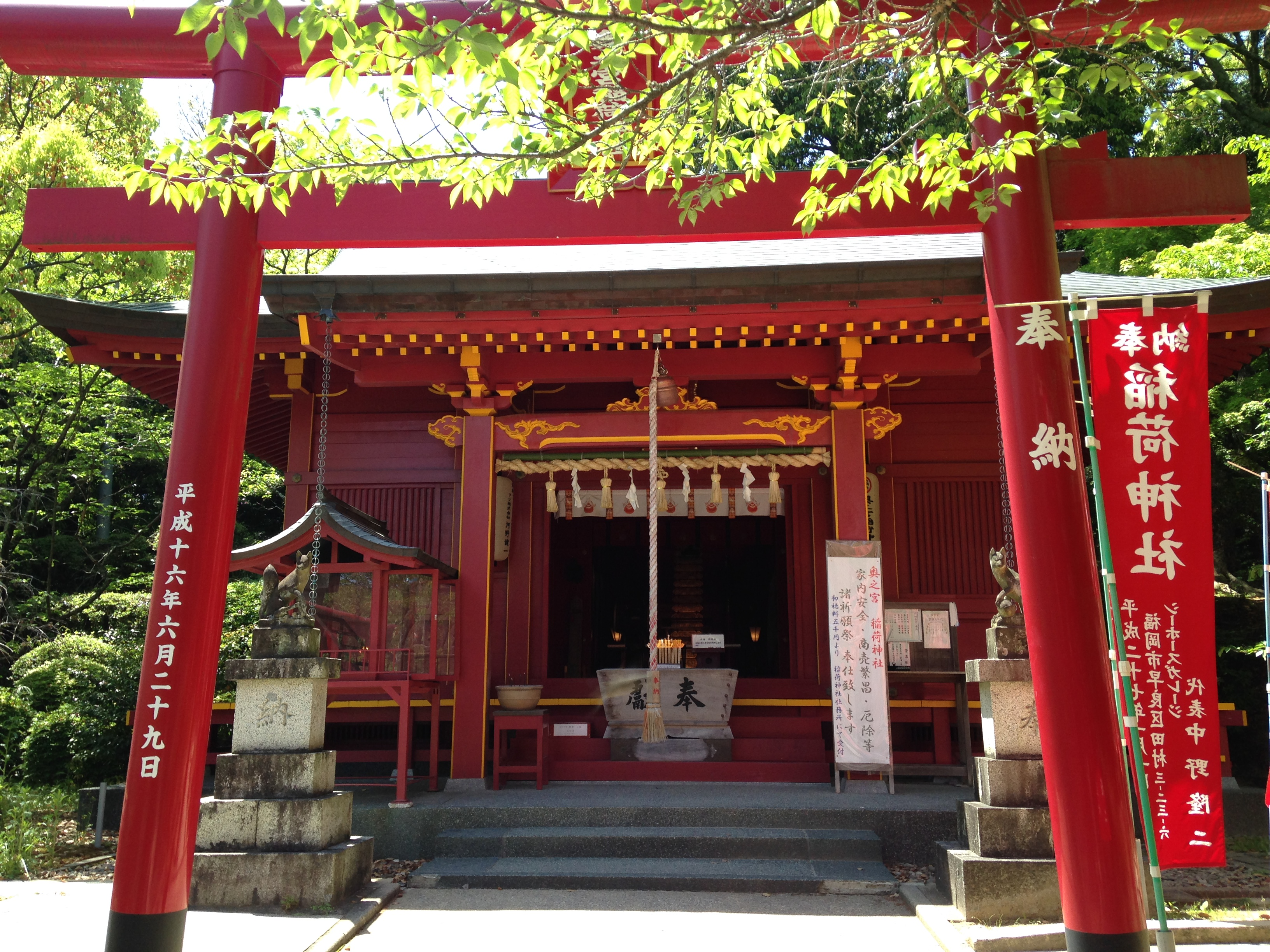
稲荷神社
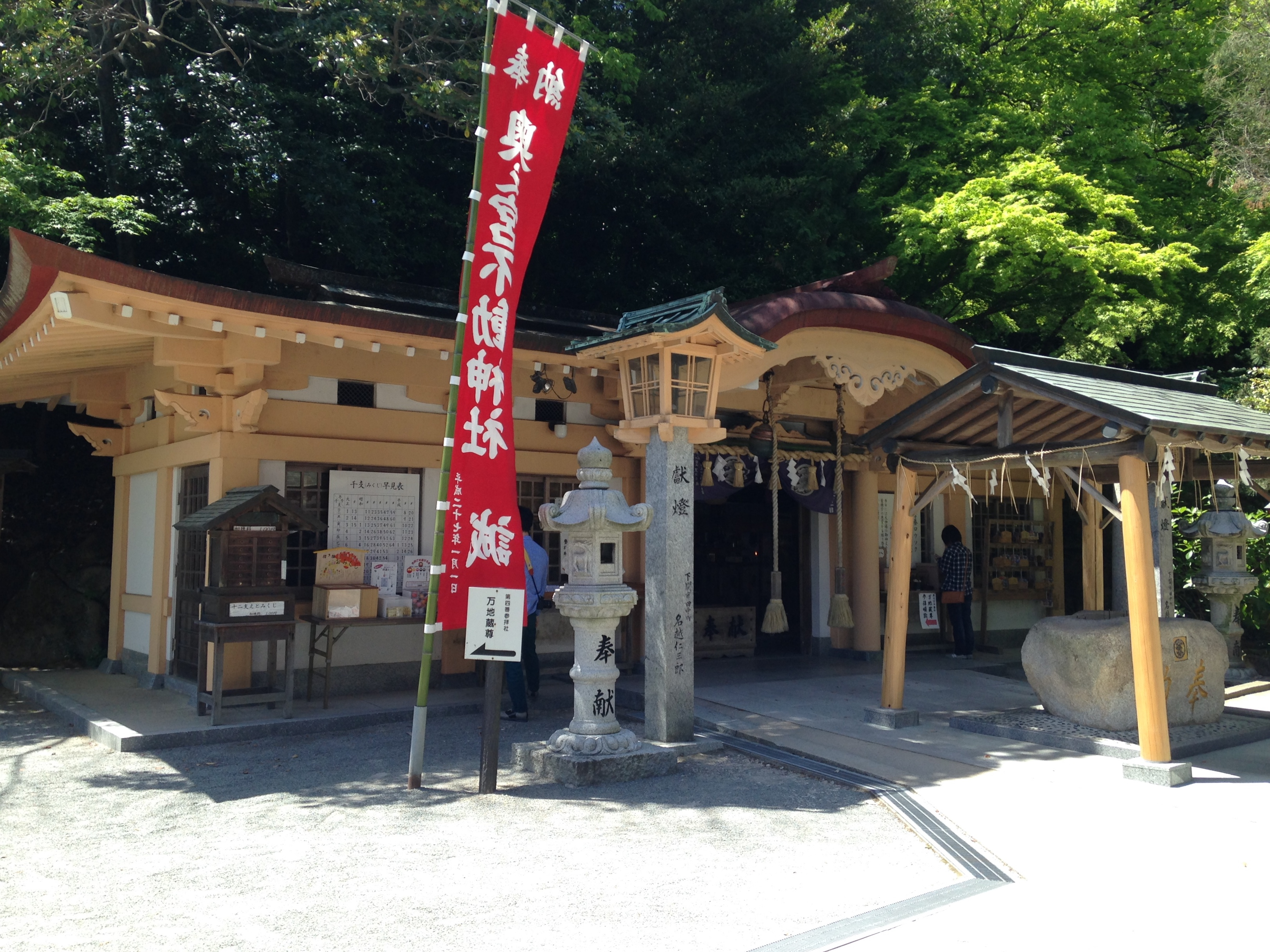
不動神社
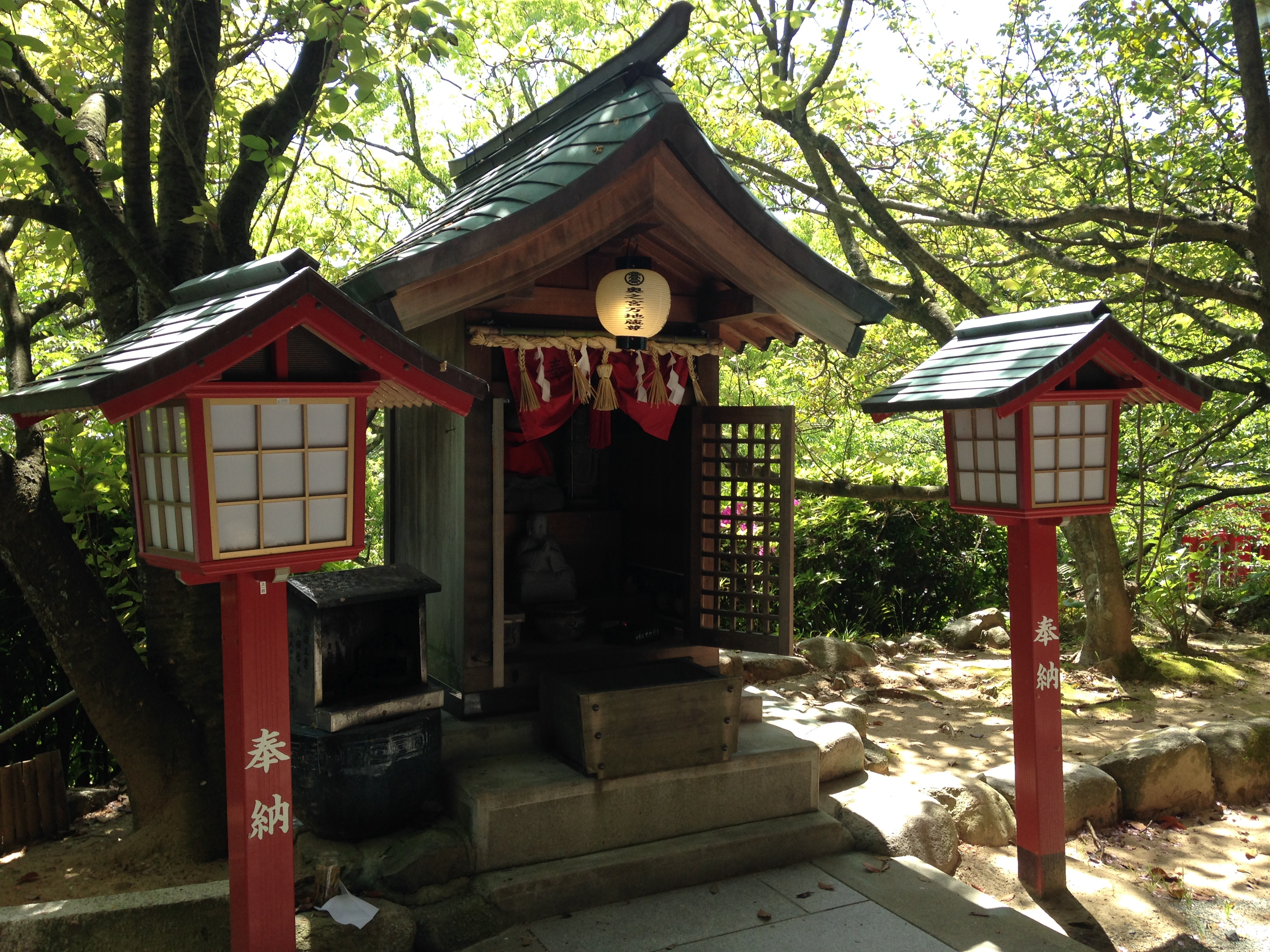
万地蔵尊
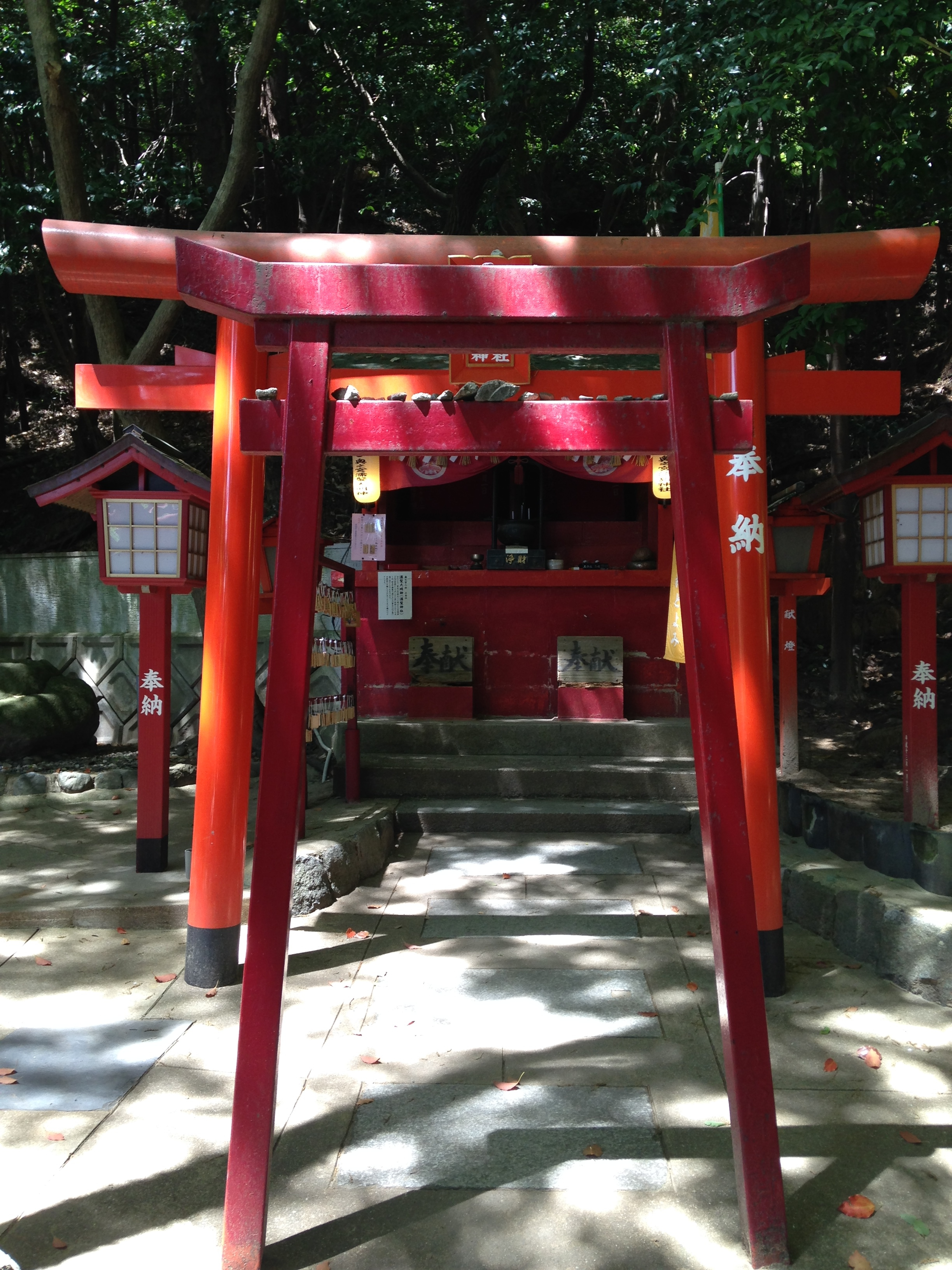
恋の宮
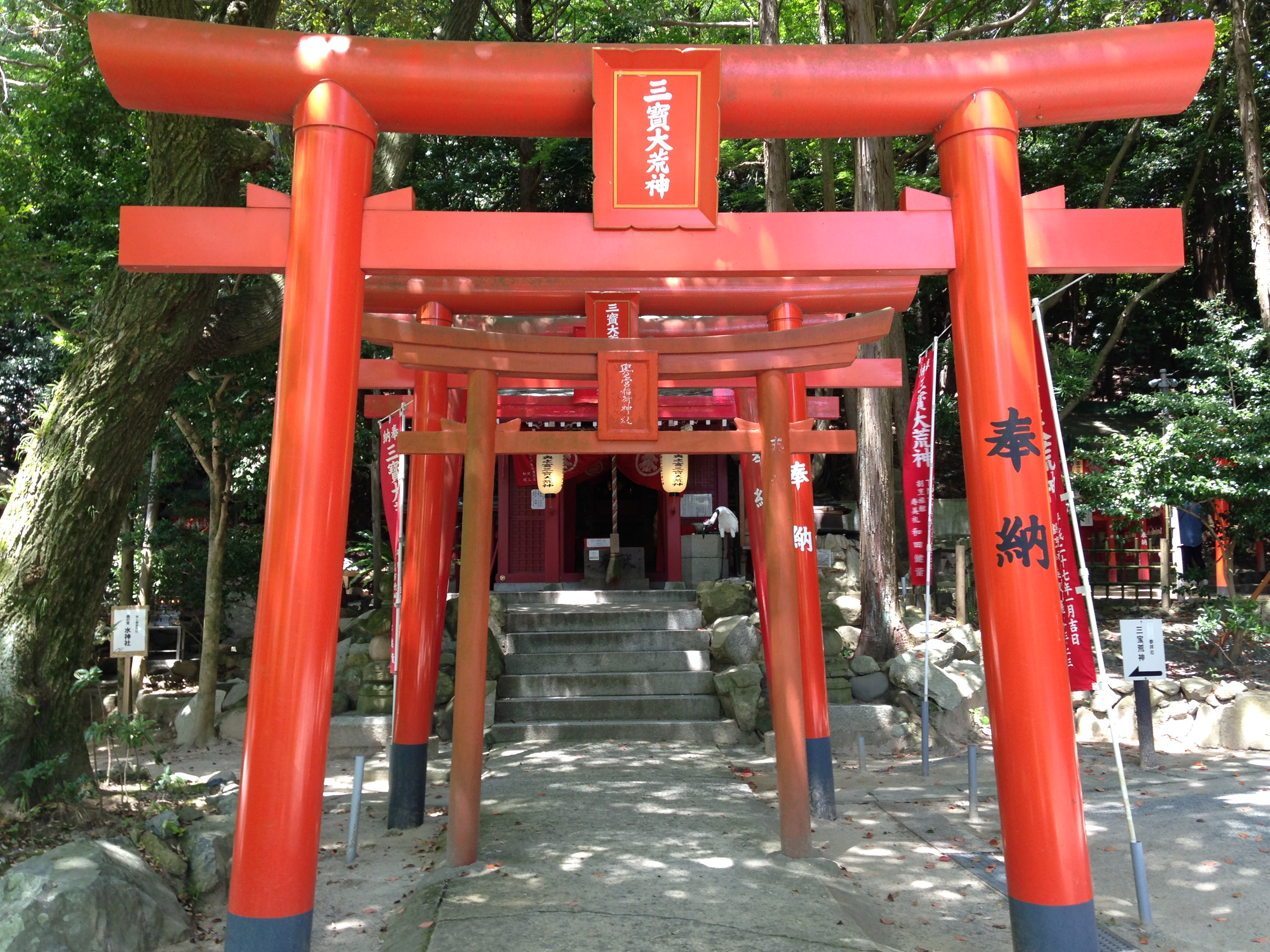
三宝大荒神
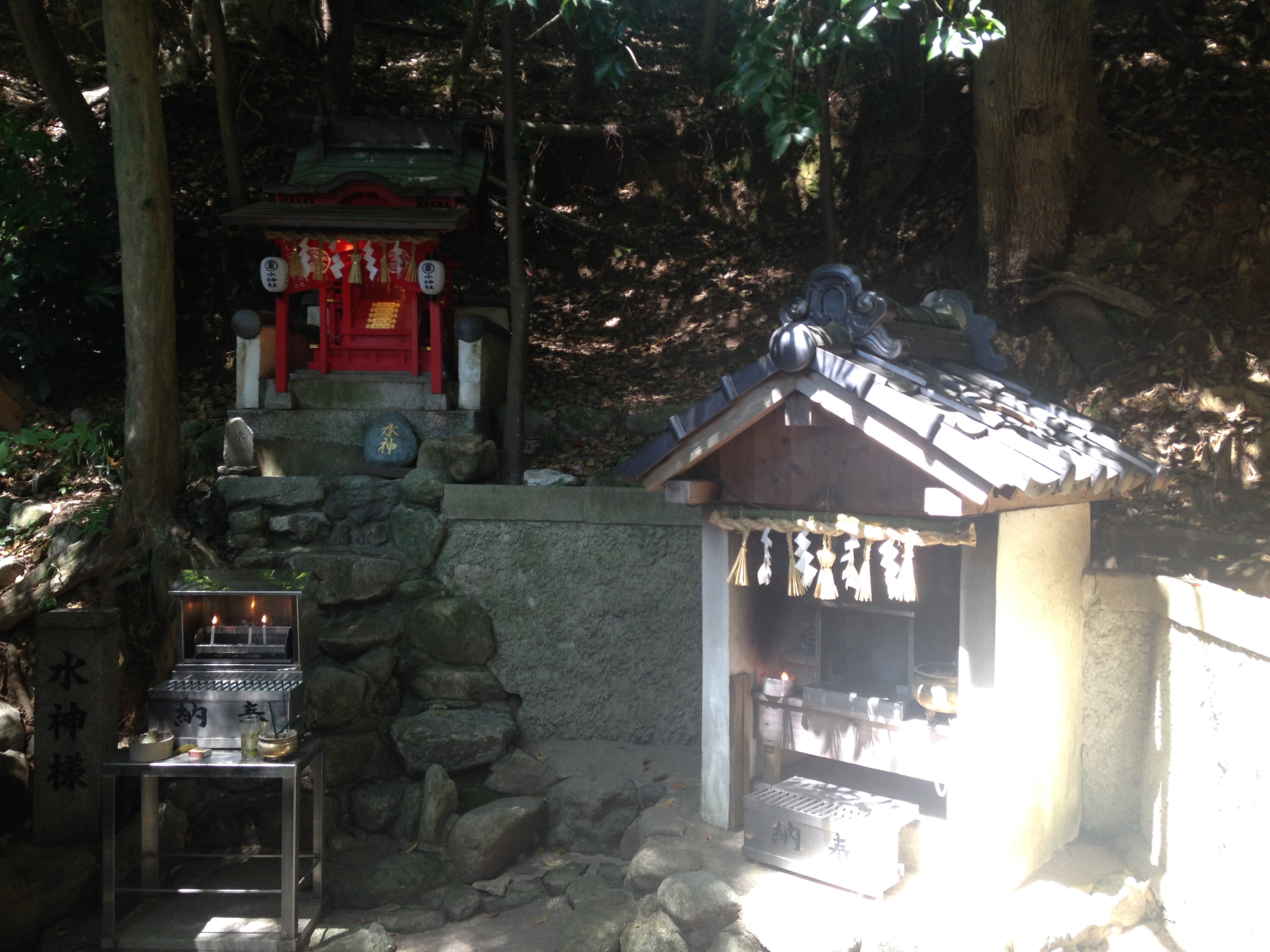
水神社
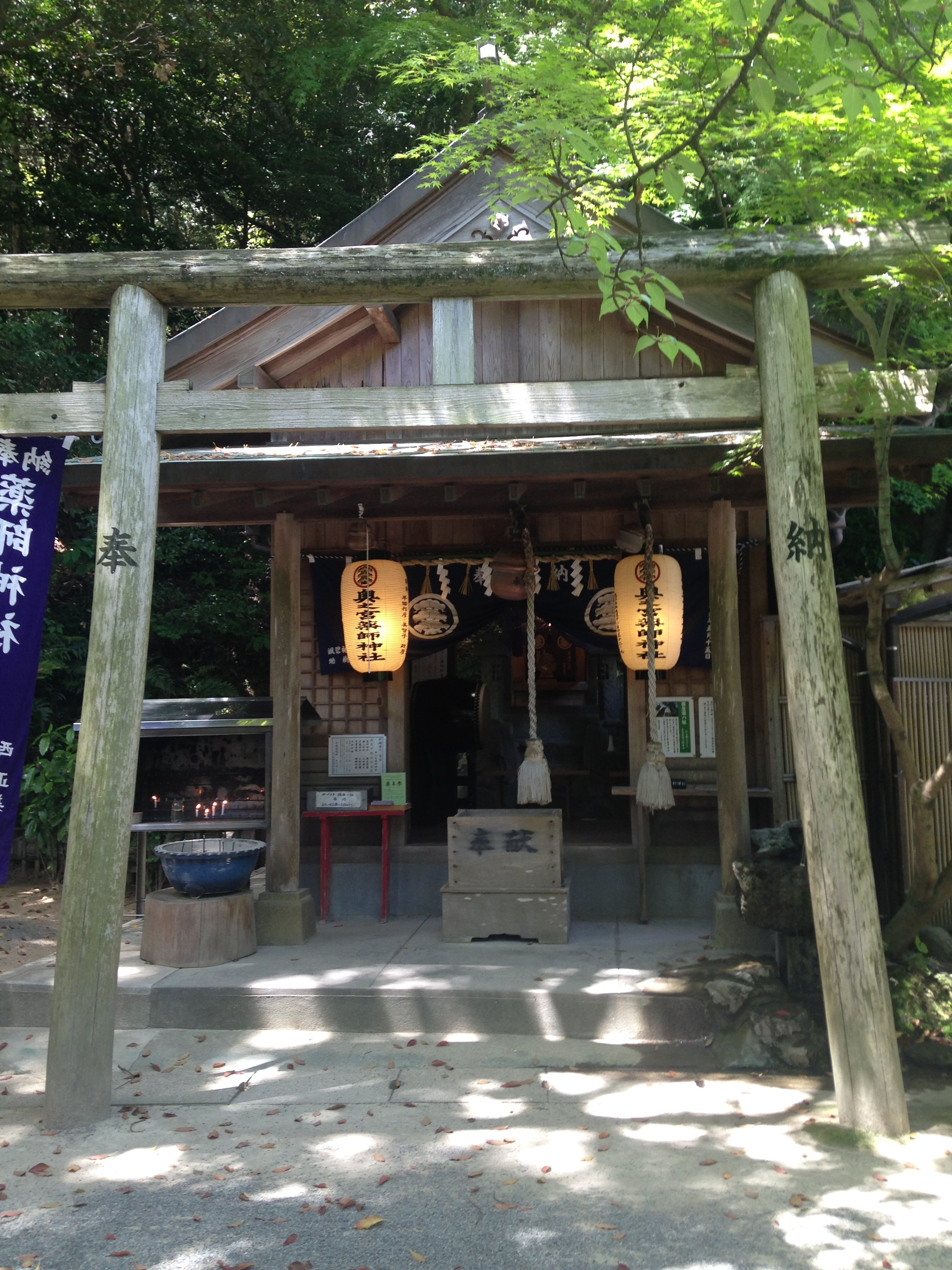
薬師神社

#### 宮地嶽古墳
本殿の裏手100mほどの所に宮地嶽古墳（宮地岳とも）があり、国の史跡に指定されている。奥の宮、古くは岩屋または不動窟とも呼ばれてきた。六世紀末から7世紀前半に造られた直径約30mの円墳で、内部に巨岩で造られた横穴式石室がある。石室の全長は23m、高さ、幅ともに5m余りあり、全長では日本で2番目に長い。副葬品として馬具、太刀、ガラス玉など、およそ300点が発見されが、その豪華さ貴重さから「地下の正倉院」とよばれている。そのうち十数点が国宝に指定され、九州国立博物館に寄託されている。被葬者は天武天皇第一皇子である高市皇子を生んだ尼子娘の父である胸形君徳善（むなかたのきみとくぜん）とする説がある。

## 光の道・夕日の祭
2月下旬、10月下旬の年に2度、男坂の石段から宮地浜まで真っ直ぐに伸びる参道の延長線上に夕日が沈み、「光の道」と呼ばれている。この夕日と参道が一直線に並ぶ光景は、2016年2月に放映された嵐が出演する日本航空のCMをきっかけに有名になり、「光の道」とよばれるようになった。この時期には「夕日のまつり」が開催され、参道の階段は観覧席として使用されるため閉鎖される。参道の階段の上段は祈願特別席として有料で事前予約制、中段以下は無料の整理券配布により観覧できる。

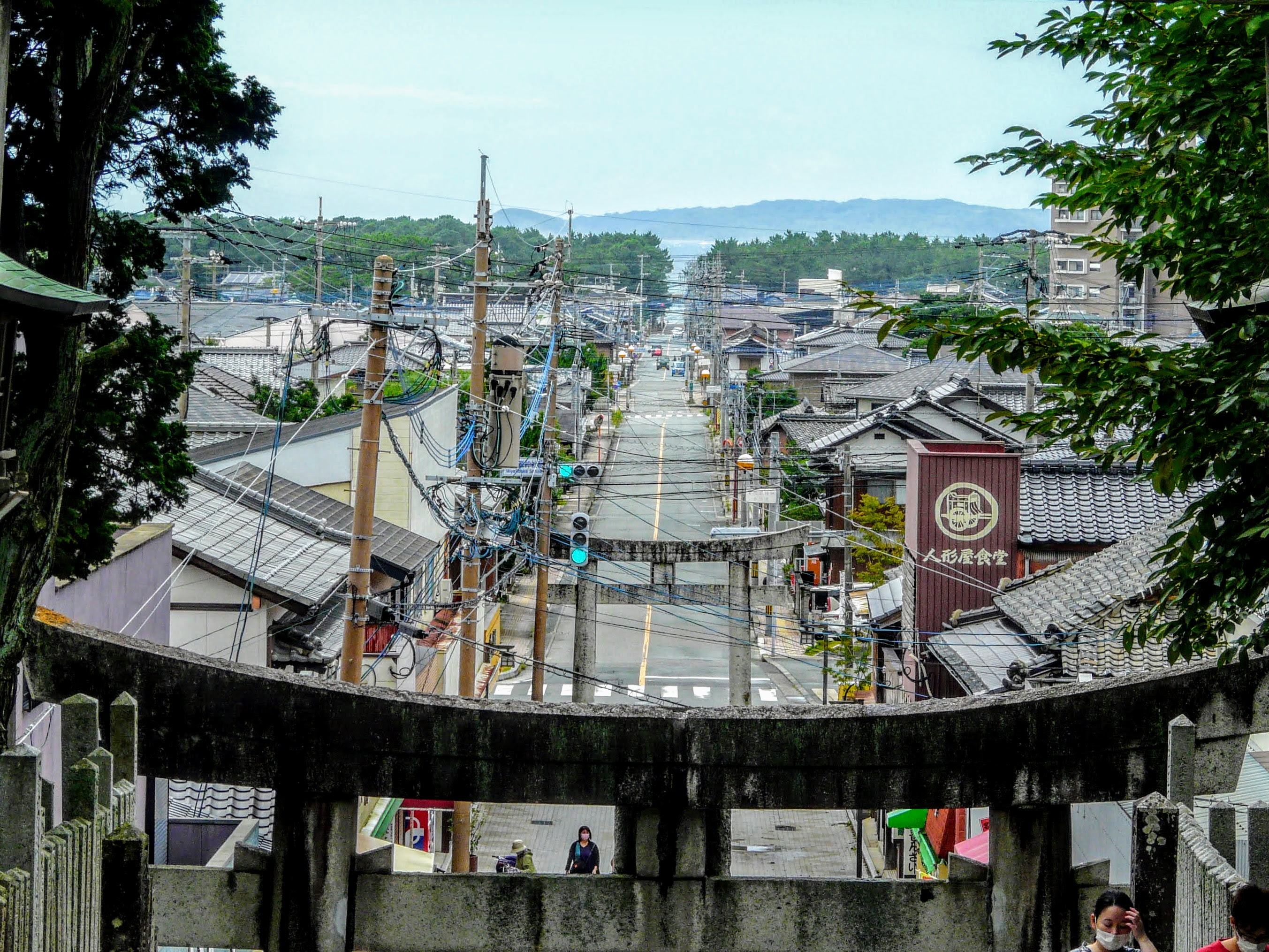
男坂石段より真っ直ぐ伸びる表参道
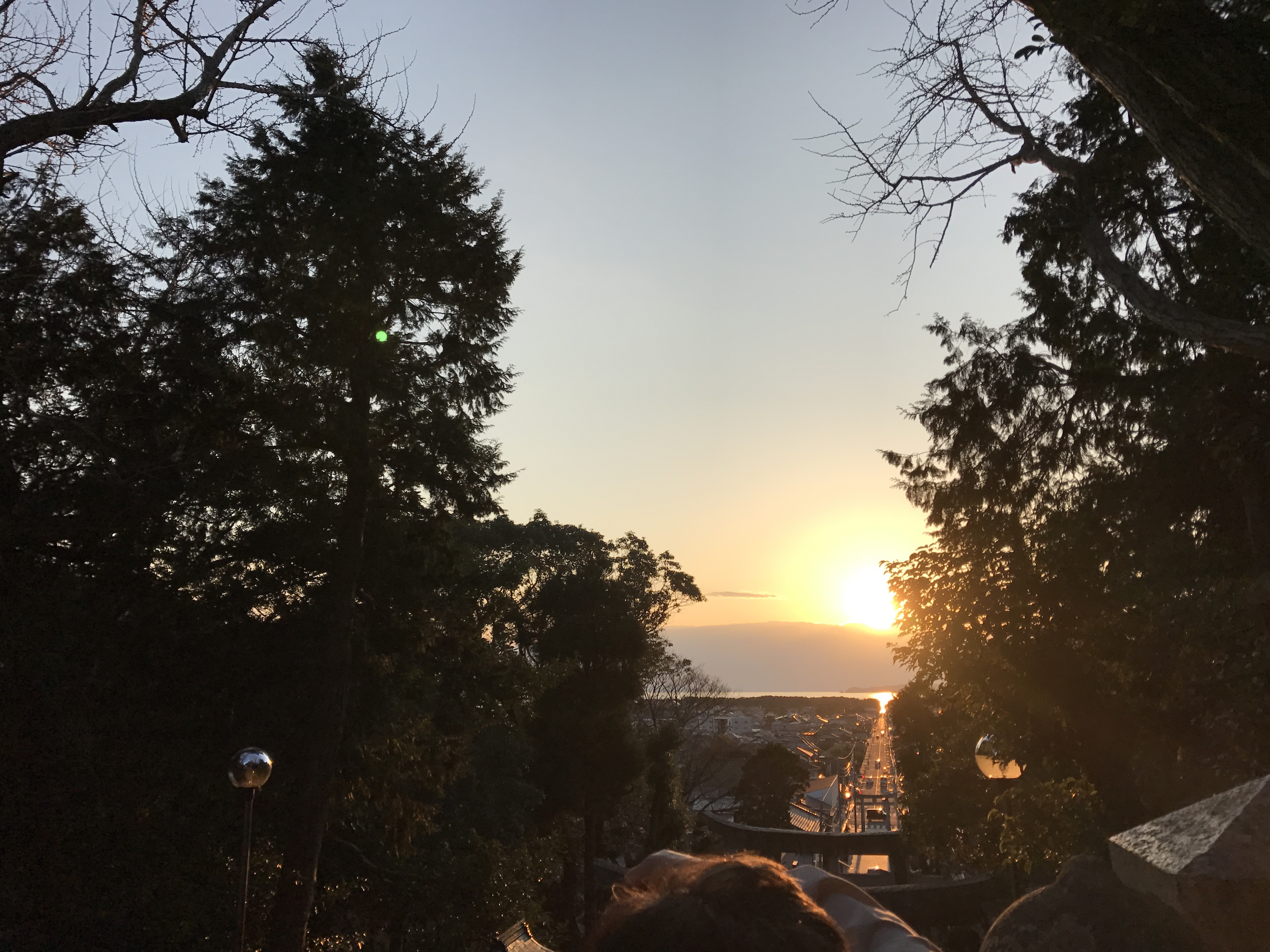
光の道

## 民家村自然広苑
境内の一画に、日本各地から移築復元した古民家があり、他にも菖蒲園、禊池、お祭り広場などがある。
以下、移築復元された古民家
- 合掌造り民家 - 富山県東礪波郡利賀村から移築。江戸時代に建てられた民家で、屋根は荒縄とカズラのみで縛り上げられている[12]。
- 二棟造り民家 - 熊本県菊池郡泗水町から移築。正式には平行二棟式と呼ばれる。約200年前に、寺の庫裡として建てられていた為、規模が大きい。平行二棟式は、八幡造りの源流ともいわれている[12]。
- くど造り民家 - 佐賀県杵島郡白石町から移築。約150年前に上層階級の家として建てられているので大きく、中央に玄関がある。主棟が寄棟でコ字形で上から見ると、「かまど」の形に似ているため「くど造り」と呼ばれている[12]。
- 鉤屋造り民家 - 福岡県小郡市坂井から移築。上から見るとL字形（カギ形）をしている。約200年前に建てられ、入口から右へ「にわ（土間）」、「ごぜん（中居）」、「納戸」が横一列に続き、納戸の前方に座敷が張り出す。天井は竹簀子天井で、納戸の竹簀子天井には、土を塗籠（大和天井）にしているのが特徴[12]。
- 高床式平柱小屋 - 長崎県下県郡椎根（対馬）から移築。納屋に相当し、移築した物は19世紀半ばに建てられたと推測され、台風や激しい雨風に耐えるように石屋根葺きとなっている[12]。

民家村自然広苑
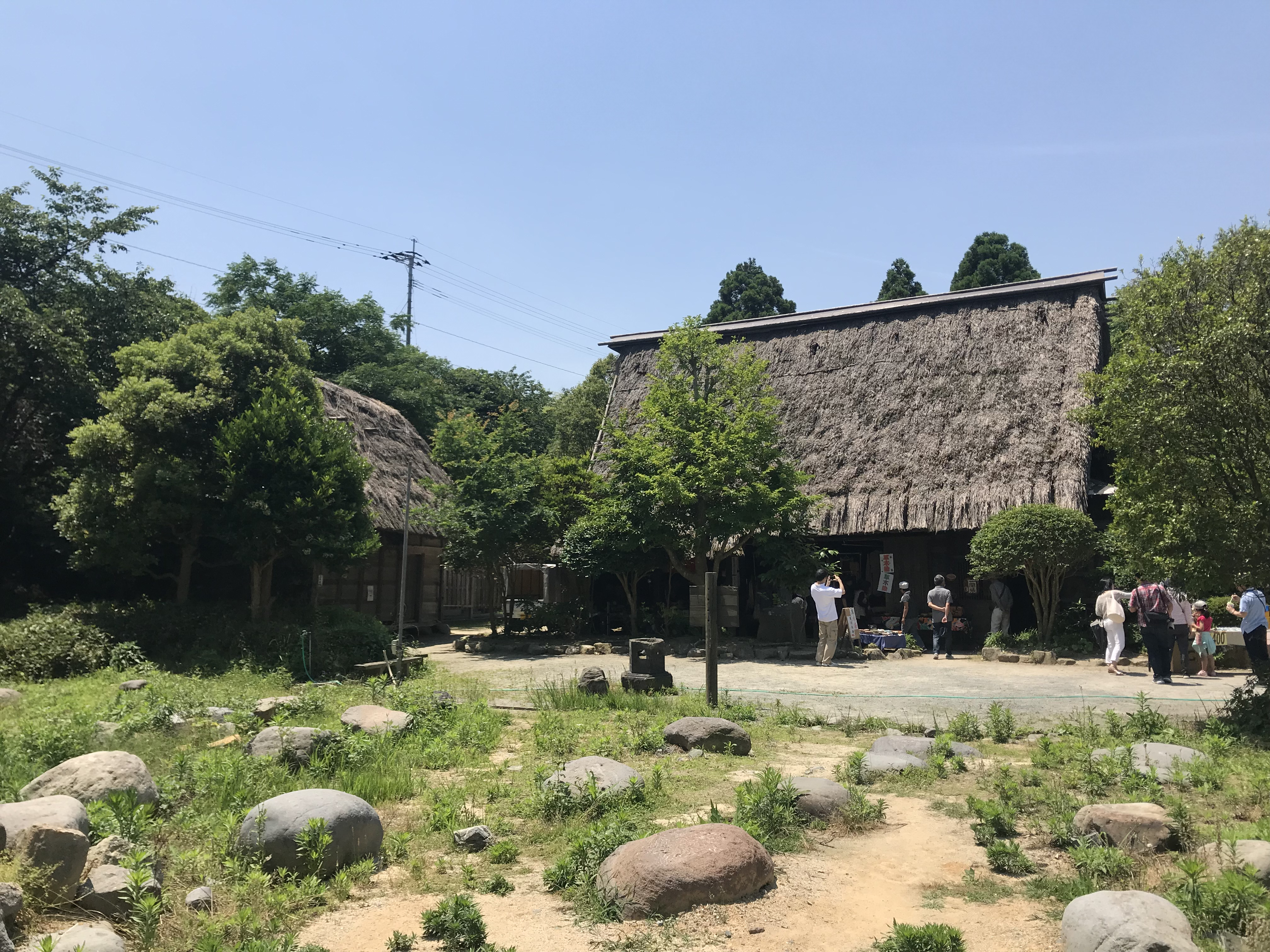
合掌造り
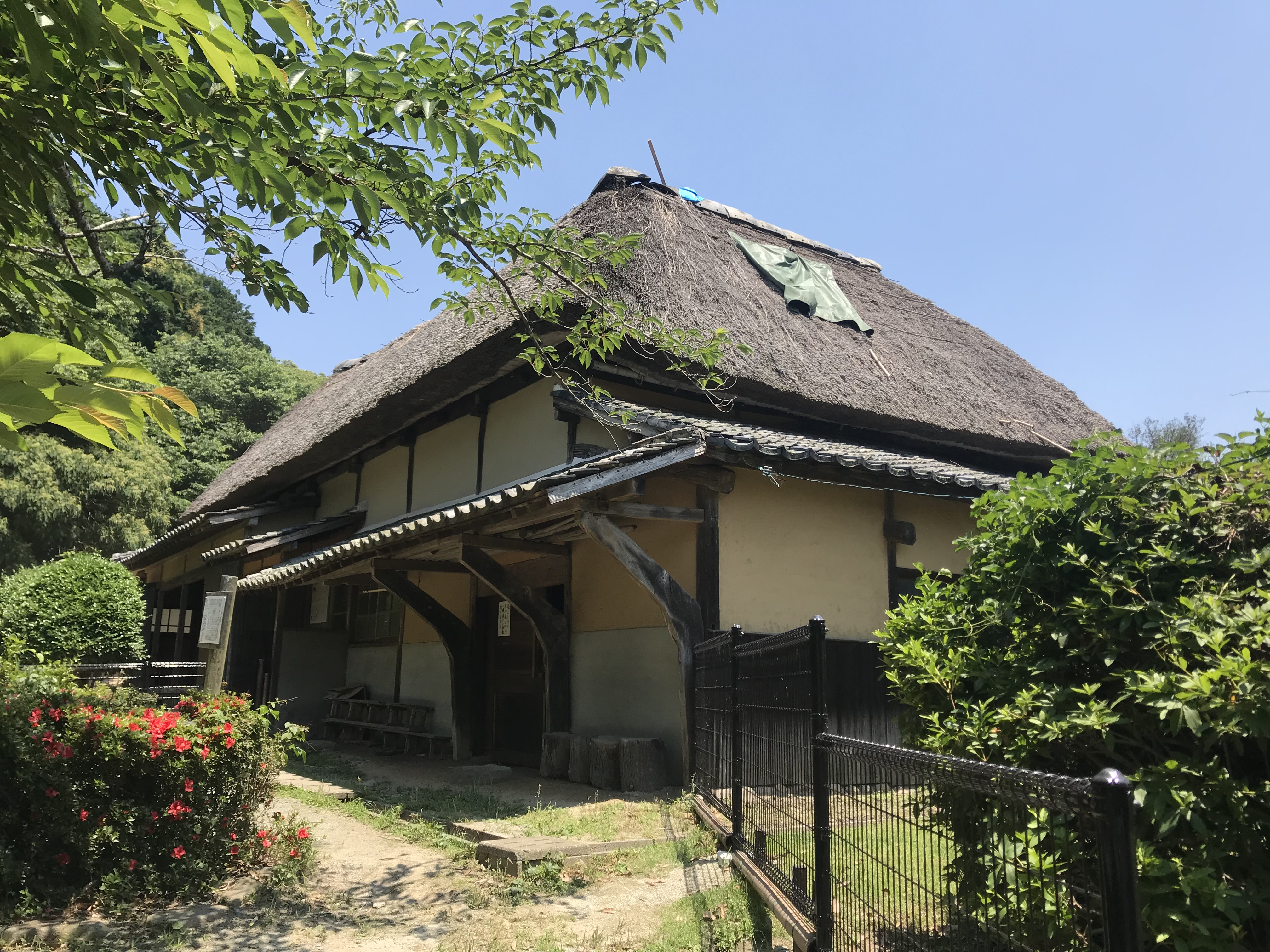
くど造り
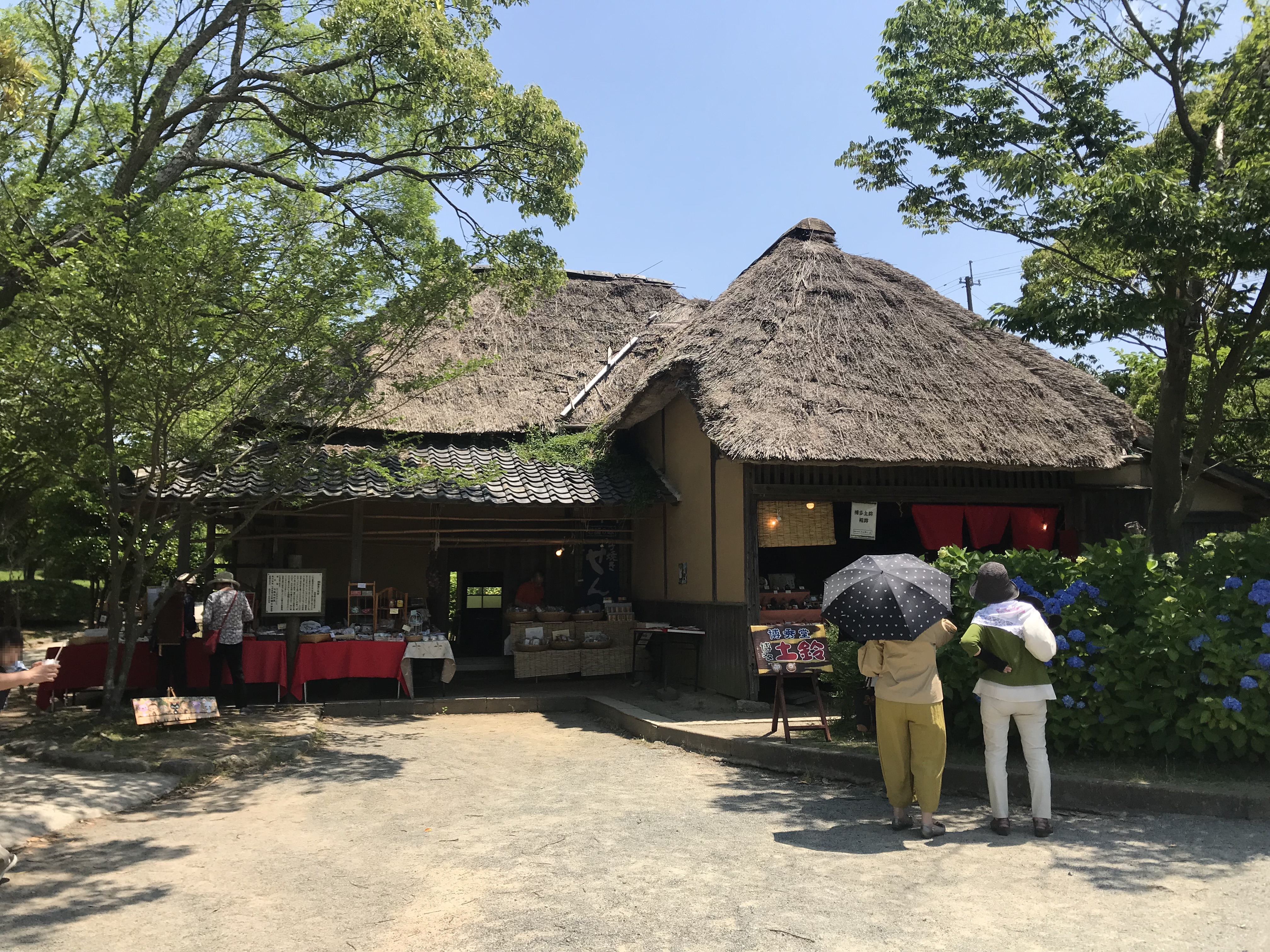
鈎屋造り
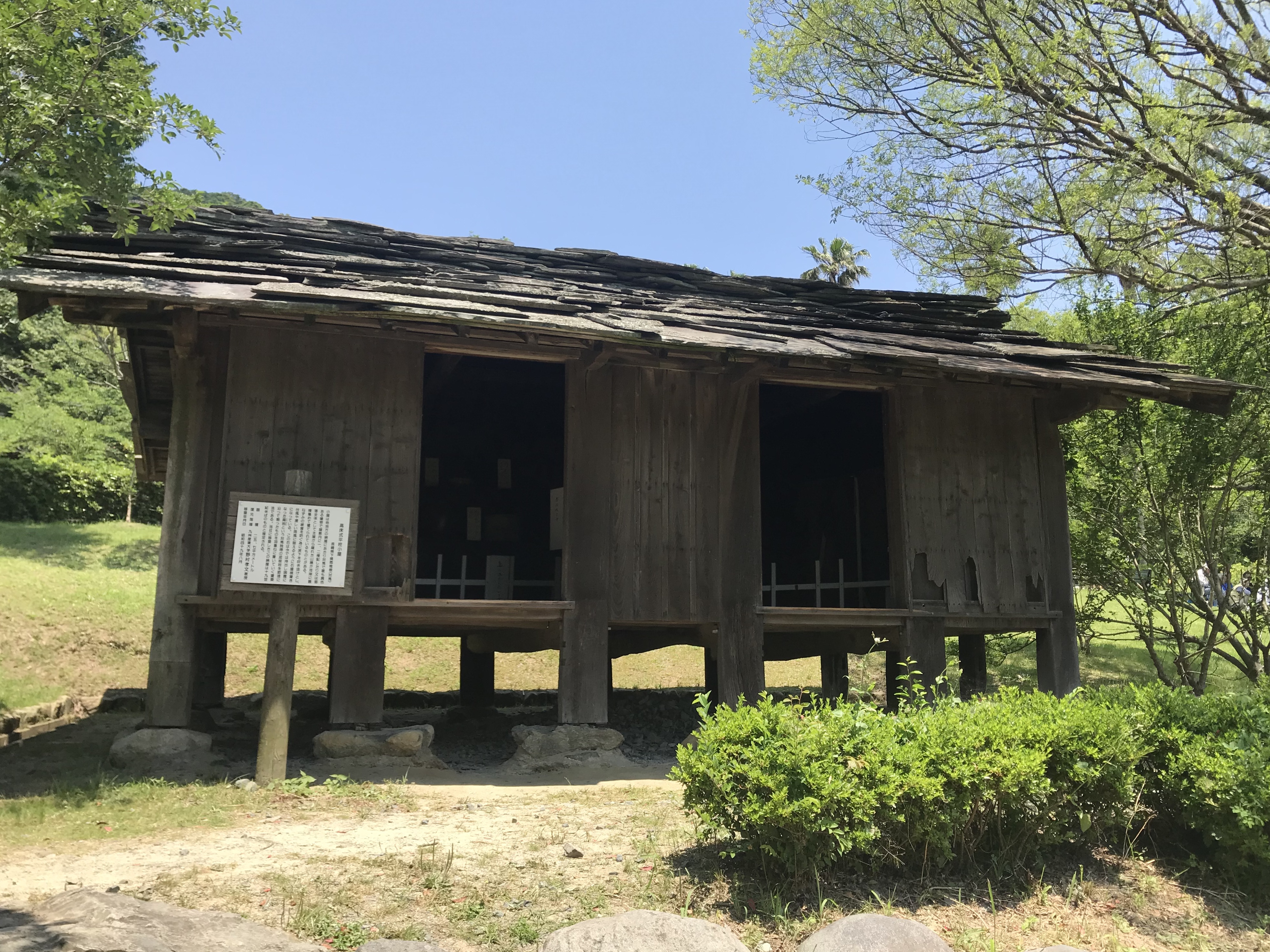
高床式平柱小屋
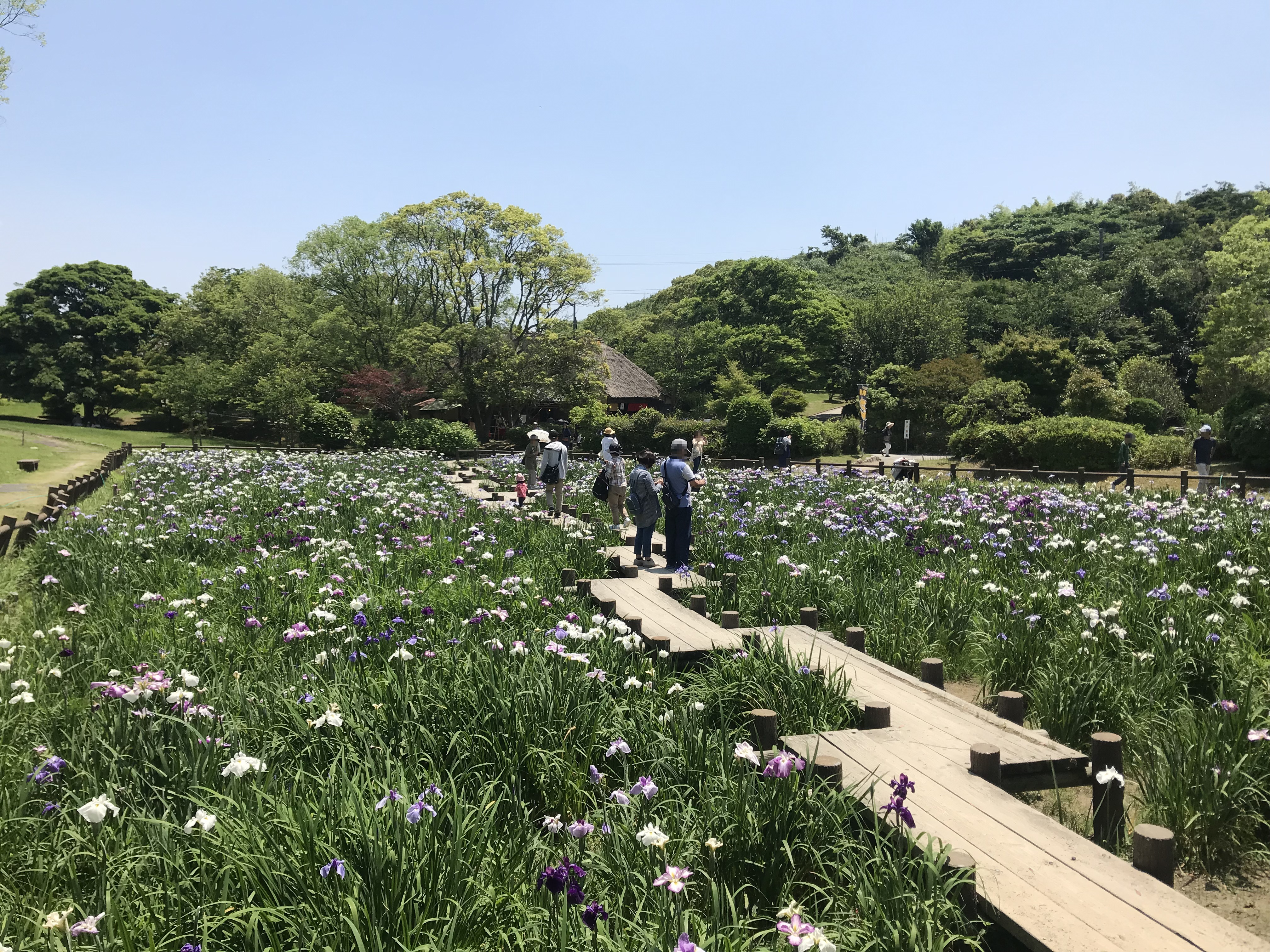
菖蒲園
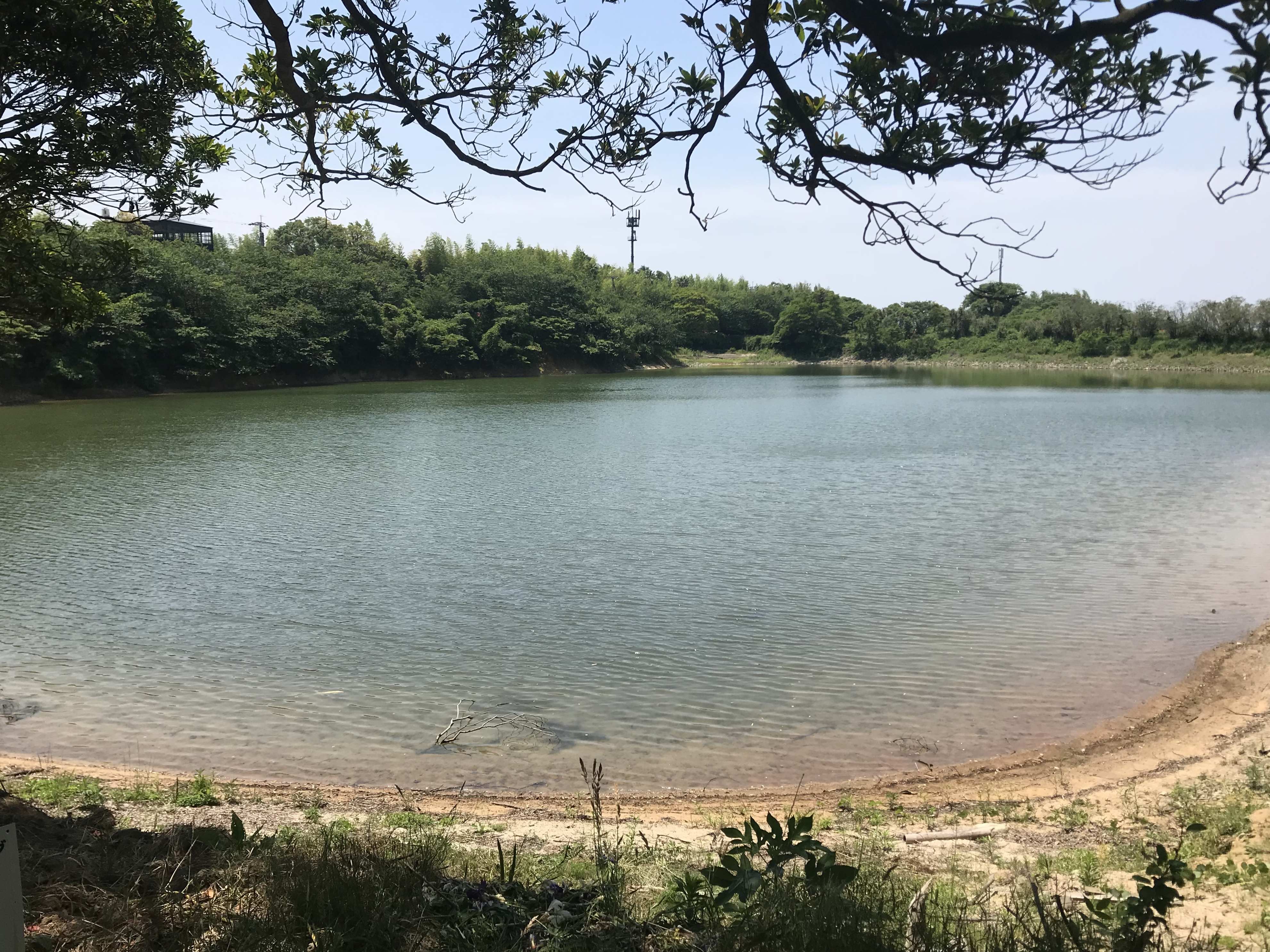
禊池

## 宮ZOO
境内の一画には、小動物園もあり、ヤギ、エミュー他を飼育している。

## 行事
年間行事
- 1月1日 - 歳旦祭
- 1月第2土曜日 - 玉替祭
- 1月第2日曜日 - 開運宮座祭
- 1月28日 - 初不動祭：奥之宮不動神社で、約１万本の「孝養ロウソク」に炎を灯し、先祖への孝養と家内安全を祈る。
- 2月1日 - 大祈祷祭
- 2月2・3日 - 節分祭
- 2月17日 - 祈年祭
- 2月23日 - 天長祭
- 2月28日 - ぜんざい祭
- 3月3日 - 流し雛神事
- 3月初旬から中旬 - 緋桜神事
- 3月31日から4月10日 - 桜花まつり
- 4月4日から6日 - 春季大祭
- 5月3日 - 奥の宮 薬師神社大祭
- 5月31日 - 6月10日 - 菖蒲まつり
- 6月中旬 - 早苗神納祭
- 6月中旬 - 御田植祭
- 6月30日 - 大祓式
- 7月28日 - 奥之宮 不動神社夏季大祭
- 8月1日 - 大夏越祭
- 9月21日から23日 - 秋季大祭（御神幸祭）
- 10月中旬 - 抜穂祭
- 10月21日 - 宵宮灯明祈願祭
- 10月22日 - 御遷座記念大祭：神職による筑紫舞の披露が行われる
- 11月1日から30日 - 七五三まつり
- 11月23日 - 新嘗祭
- 12月31日 - 大祓式・鎮火祭・除夜祭

その他、毎月末の深夜0時（明けて1日）には「朔日参り」と呼ばれるものが行われており、多くの参拝客が深夜にもかかわらず詰め掛ける。そのため多くの出店が出店しており飲食店も開店する。

## 文化財

### 国宝
- 宮地嶽古墳出土品 附 各種金具等残片 - 指定年月日：1952年（昭和27年）3月29日[14]。九州国立博物館寄託[14]。
  - 金銅鞍金具残欠 1背 前後両橋（りょうぼね）覆輪、海磯金具鞖（しおで）等
一般の木製の鞍の骨組みをなす部分を鞍橋とよび、海、磯とよばれる部材から成る前輪と後輪に、居木が取り付けられている。この出土品には、前・後輪に鍍金が施され、唐草でデザインされた龍紋が彫刻され、小さな蓮紋様がある。この蓮模様は仏教美術要素の流入と考えられる。また、鉄地金銅製紋具、鞍のハマをなす忍冬紋及び龍紋の珠紋様帯をもつ飾り板が使用されている。平安時代以降では、鞍の加工技術の向上により美しく装飾されるようになるが、この遺物が作成された当時では、かなりの権力と財力をもって作られた事がうかがえる装飾である[8]。
  - 金銅壺鐙（つぼあぶみ）1双
鐙は袋状で、長方形の吊り金具が取り付けられた忍冬紋様が施されている。踏み込みには銀歯状の凹凸が造られ、滑り止めの細工が施されている。純金で彫金された部分は今も輝きを持つ[8]。
  - 金銅鏡板付轡（かがみいたつきくつわ）1箇分
鏡板は心葉形で周緑に珠紋帯を有し4区に別け、内部には流麗な半肉彫りの唐草紋様の透かし彫りを施し、裏板が付けられている。また、この鏡板と同一組み合わせの杏葉が発掘されている[8]。
  - 金銅杏葉（ぎょうよう）残欠　2枚分
  - 銅鎖 1連
  - 金銅装頭椎大刀（かぶつちのたち）残欠（大形） 1口分 柄頭（つかがしら）、鐔、刀身断片、鞘金具等
  - 金銅装頭椎大刀残欠 1口分 柄頭、鎺（はばき、金偏に「祖」の旧字体）、刀身断片等
刀は、大小2帯あり、小刀は完形で、大刀は原形を留めていないが長さ260cm程と推察され、刀としては長大な長さのため実用品ではなく儀式などで使用される装飾品と考えられている。1971年（昭和46年）に文化庁により大刀が再現文化財として復元されている。鞘の透かし金具は菱形の文や大きな丸紋があり、また金具下地には朱漆を幾重にも重ね塗りされている。鐔には鈴がはめ込まれ、柄巻きは銀糸が使用されている。また、多くの朱紐が使用された痕跡があり、古墳時代後期の作と断定することができる[8]。
  - 金銅透彫冠残欠 一括
  - 金環 1箇
金銅製龍虎紋様透かし彫りの天冠であるが、保存形状が悪く、現在は周囲を膠で固め保存されている。紋様などから推測すると、前述の鞍と対で制作したと考えられる[8]。
  - 緑瑠璃丸玉 1連
  - 緑瑠璃丸玉 一括
発掘された丸玉は202個あり、いずれも緑色半透明で、1.3mm程の瑠璃（ガラス）である。制作年代は定かではないが、古墳時代中期の物と考えられている[8]。
  - 蓋付銅鋺 1口
  - 銅盤残欠 1枚分
銅椀と銅板：蓋が癒着し、胴部分や高台に欠損があるが、蓋は宝珠形の紐結付け取っ手が有り、手のひらに乗せられる程のサイズである。銅盤は、受け皿となっている。供に、古墳時代後期の特徴がある[8]。
  - 土師器盌（わん）1口
  - 長方形緑瑠璃板残欠 3枚分
  - 緑瑠璃板断片 一括
大きさは、厚さ1.3mm×長さ17.7mm×幅10.7mm。前述の瑠璃丸玉と同時代の同質の物と思われ、瑠璃玉の原材料であると推測されている[8]。
- 筑前国宮地嶽神社境内出土骨蔵器 附 陶質鉢残闕 - 指定年月日：1961年（昭和36年）4月27日[15]。東京国立博物館寄託[15]。
  - 瑠璃壺 1合
  - 銅壺 1合
土製深鉢、銅壷、瑠璃瓶の三重で形成である。蓋付銅壷は195mmの鋳造品で、瑠璃瓶は112mmで吹きガラス製法。蓋には宝珠紐跡があり、白鳳時代の瑠璃瓶の特徴がある[8]。

### 史跡

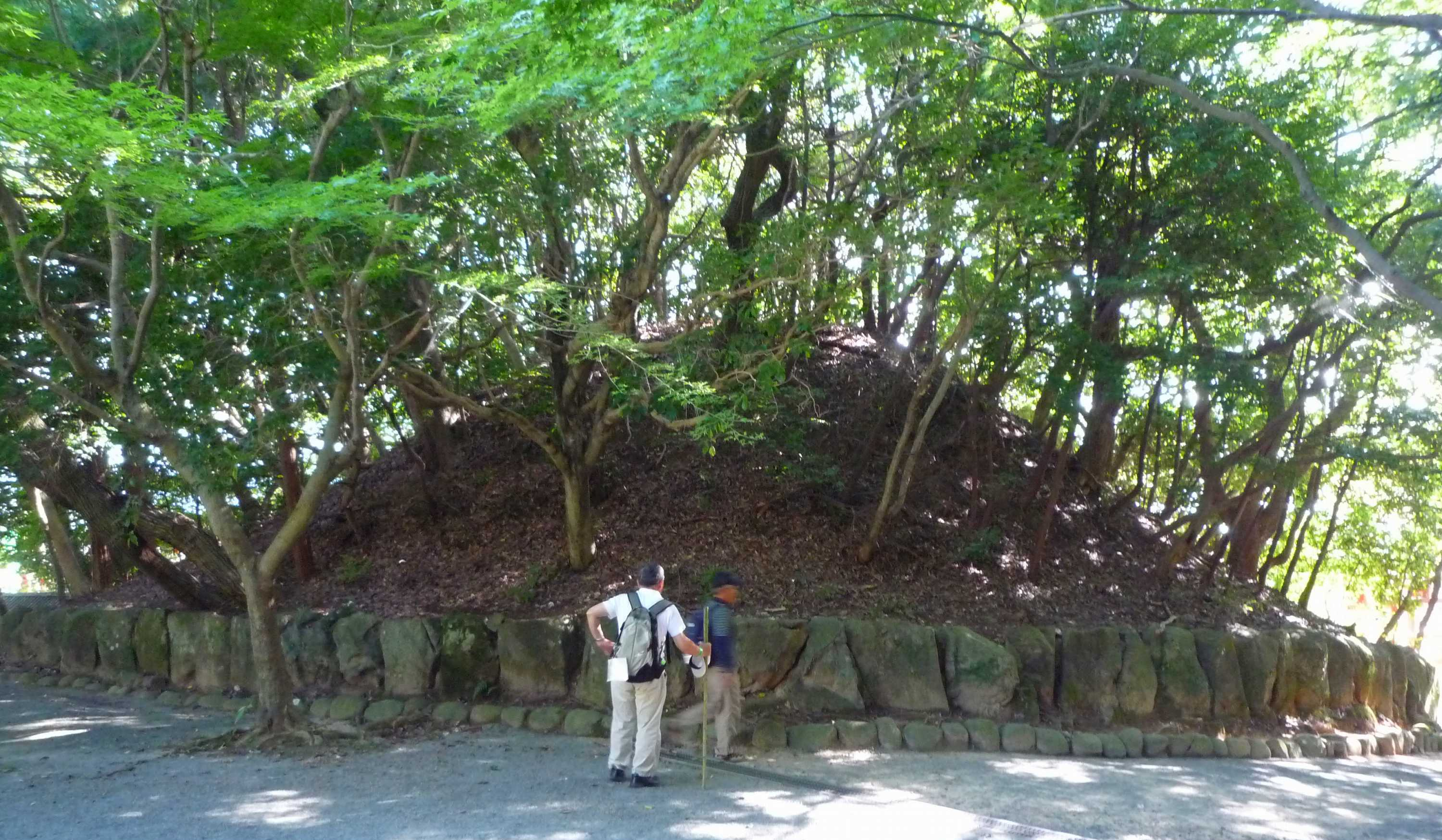
宮地嶽古墳

- 津屋崎古墳群 - 古跡群の一部として宮地嶽古墳が指定されている[16]。
津屋崎古墳群は、岡県北部の玄界灘に面した津屋崎町東部に広がる丘陵上の南北7km、東西2kmの範囲に、宗像地域における5世紀前半から7世紀前半にかけて連綿と築かれた首長墓の古墳群が分布し、地理的位置を考え合わせると、海上交通を担い、沖ノ島祭祀に関わりを持つ地方豪族の胸形君一族の墳墓群であるという可能性が高い。これらは北から勝浦高原古墳群、勝浦古墳群、新原・奴山古墳群、生家古墳群、大石岡ノ谷古墳群、須多田古墳群、宮司古墳群などからなり、津屋崎古墳群と総称している。古墳は全体で56基残存しており、内訳は前方後円墳16基、円墳39基、方墳1基である[16]。宮地嶽古墳の被葬者は、天武天皇妃尼子娘の父親である「胸形君徳善」とする説が有力である[16]。

## 交通
- JR鹿児島本線 福間駅から徒歩約25分(2km)、もしくは同駅から西鉄バス1-1番津屋崎橋行き乗車、宮地嶽神社前バス停下車 徒歩5分。
- 自動車
  - 九州自動車道古賀インターチェンジから7.5㎞。駐車場あり（700台）

かつては西日本鉄道宮地岳線（現：貝塚線）宮地岳駅が最寄駅であったが、2007年（平成19年）に廃止された。
毎年、大晦日深夜から正月三が日は参拝による渋滞が発生する。また、JR福間駅 - 宮地岳宮前バス停間には西鉄バス宗像による多数の直行臨時バスが運行される。

## メディアなどへの露出
- 日本航空 - 2016年初頭、アイドルグループの嵐が石段から「光の道」を眺めると言うCMを放映した。
- YUI - 2010年に発売されたシングルGLORIAのB面に収録された楽曲「Muffler」に本神社が登場している。
- 巫女っちゃけん。 - 2017年の日本映画で当神社を舞台としている。主演は広瀬アリス。
- YOUは何しに日本へ? - 2月と10月下旬の数日のみに見られる「光の道」[17]が紹介された。
- 伊予鉄道 - 所有する電車に当社の交通安全のお札またはステッカーを掲出している。また本社の屋上には当社を分祀した祠がある。愛媛県の鉄道会社が当社を信奉している経緯については分からないという。

## 関連図書
- 安津素彦 編『神道辞典』梅田義彦編集兼監修者、神社新報社、1968年、59頁。
- 上山春平『日本「神社」総覧』新人物往来社、1992年、266-267頁。ISBN 4-404-01957-2。